# トヨタ・カローラアルティス
カローラ アルティス（COROLLA ALTIS）は、トヨタ自動車が生産・販売するセダンである。

## 初代 E12#/13#型（2000年 - 2007年）
後期型

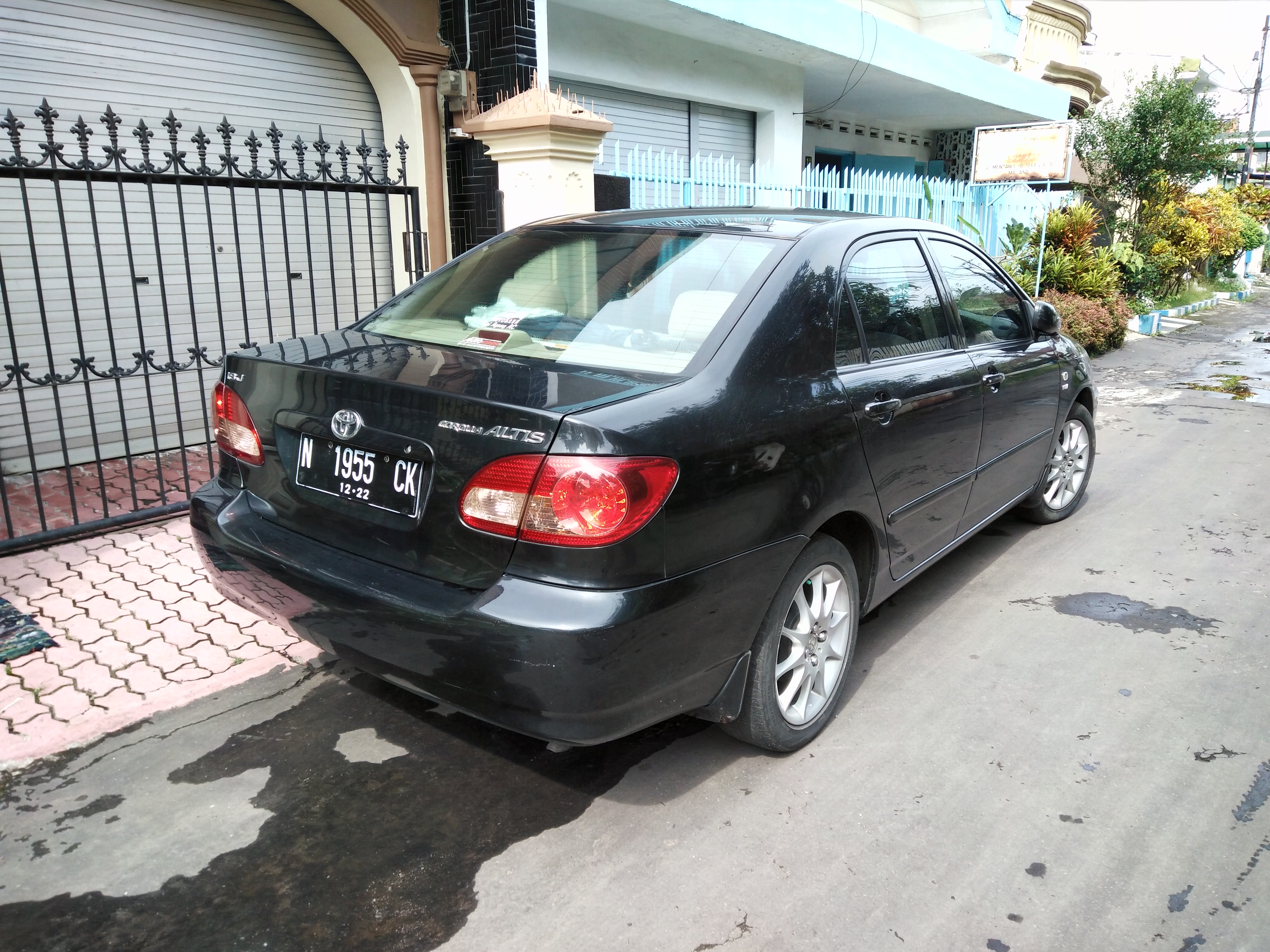
1.8 Jグレード（リア）
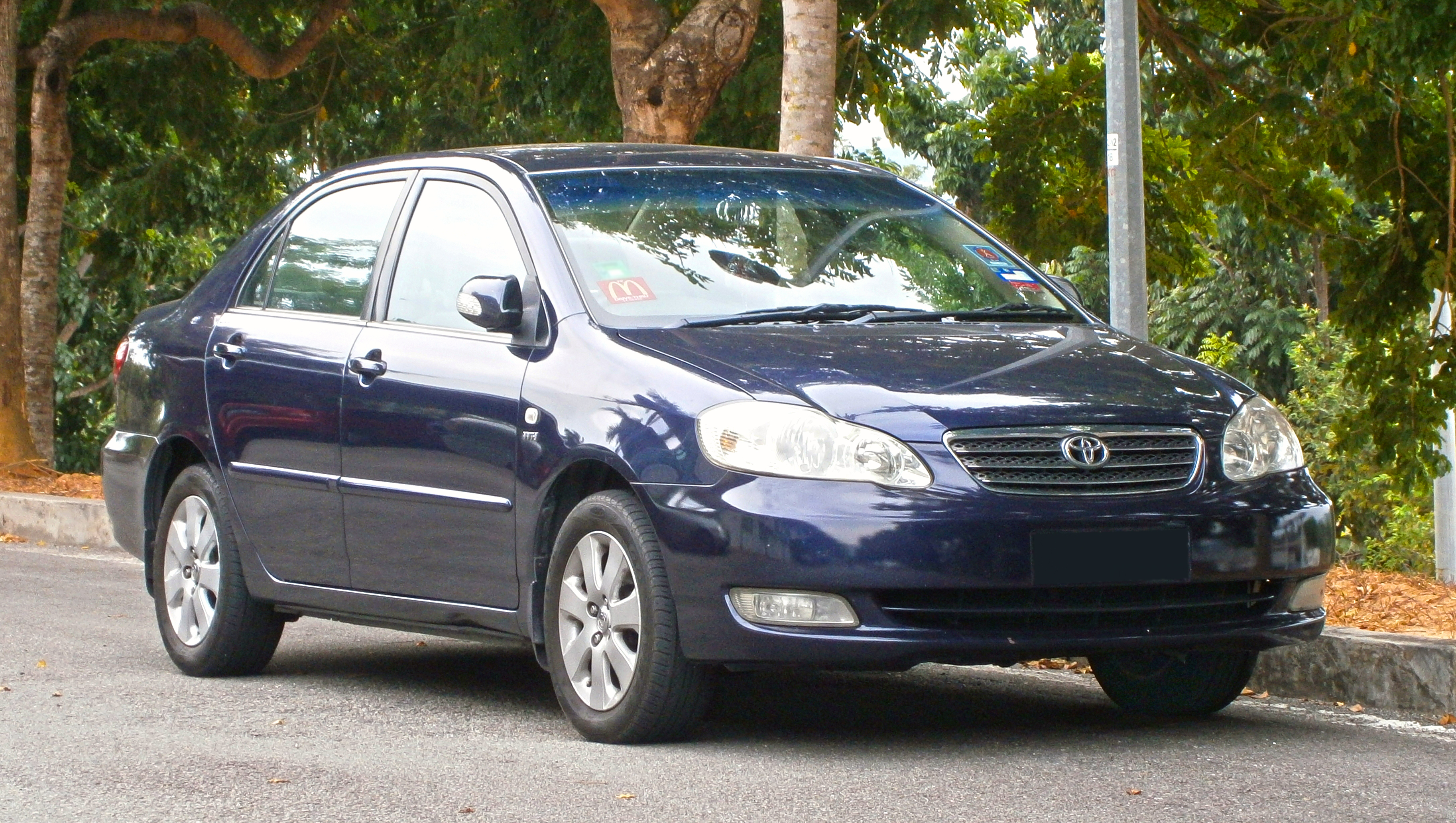
1.6 Eグレード（フロント）
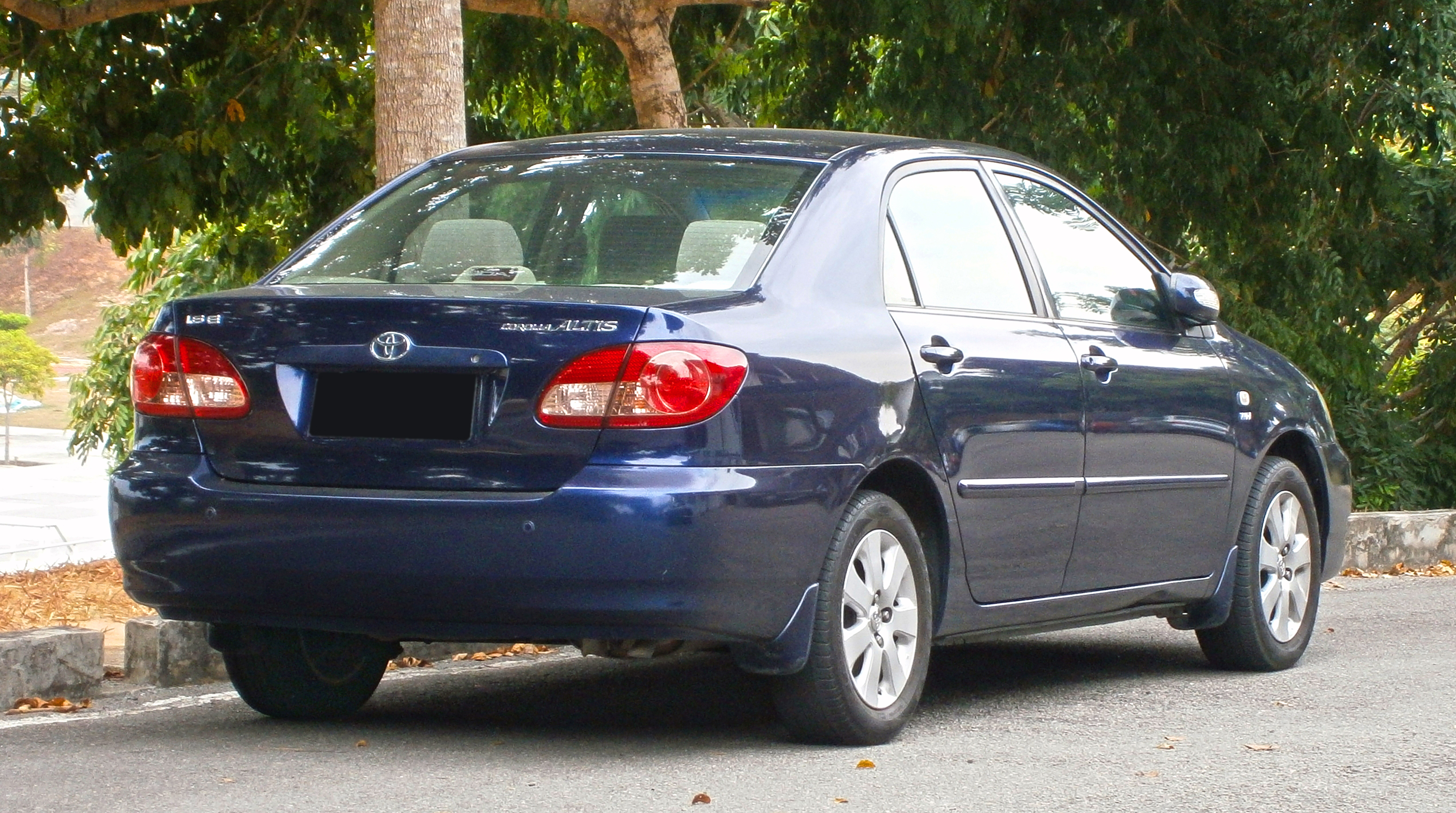
1.6 Eグレード（リア）
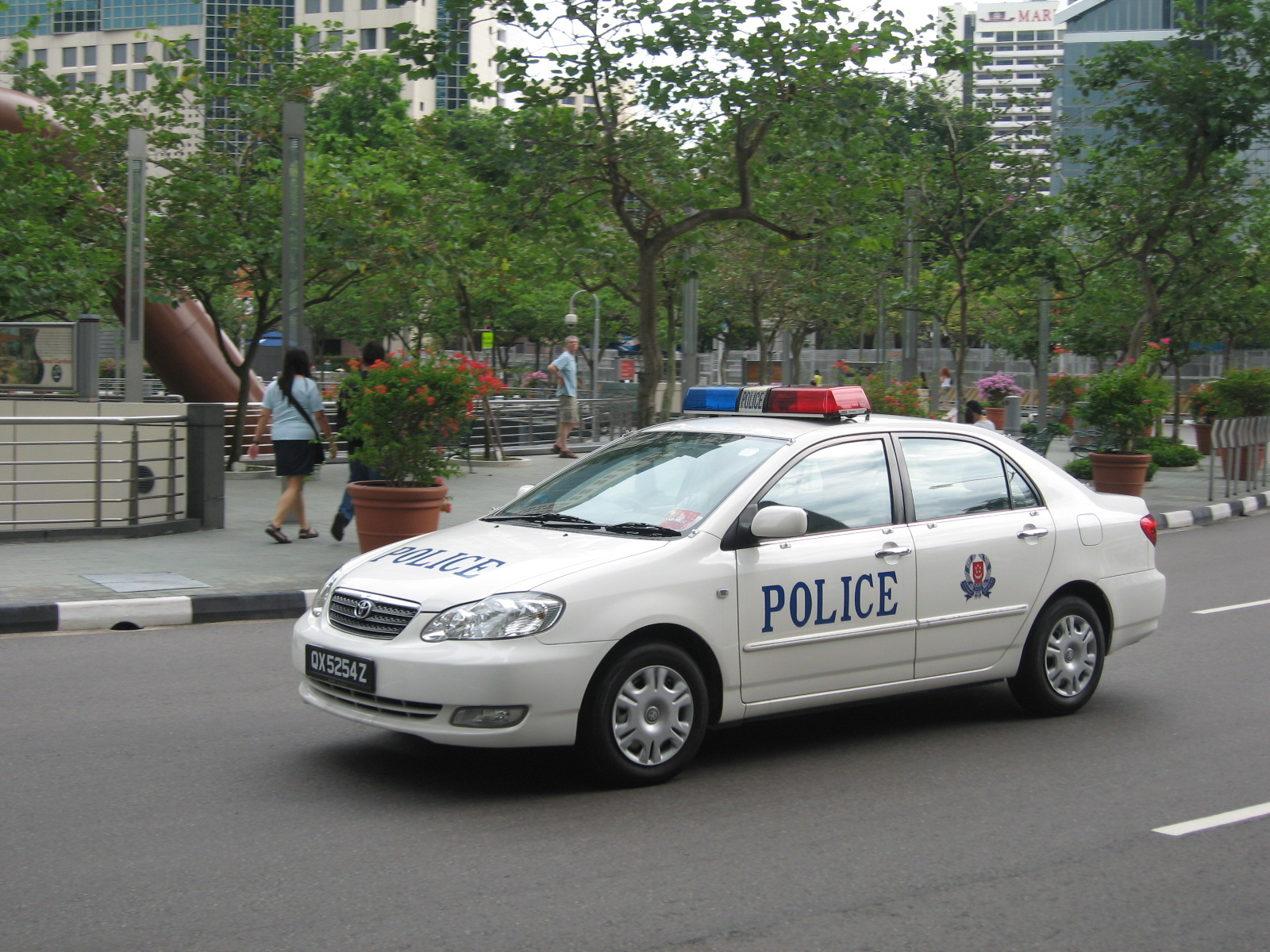
シンガポールパトロールカー

## 2代目 E14#/15#型（2007年 - 2014年）
前期型

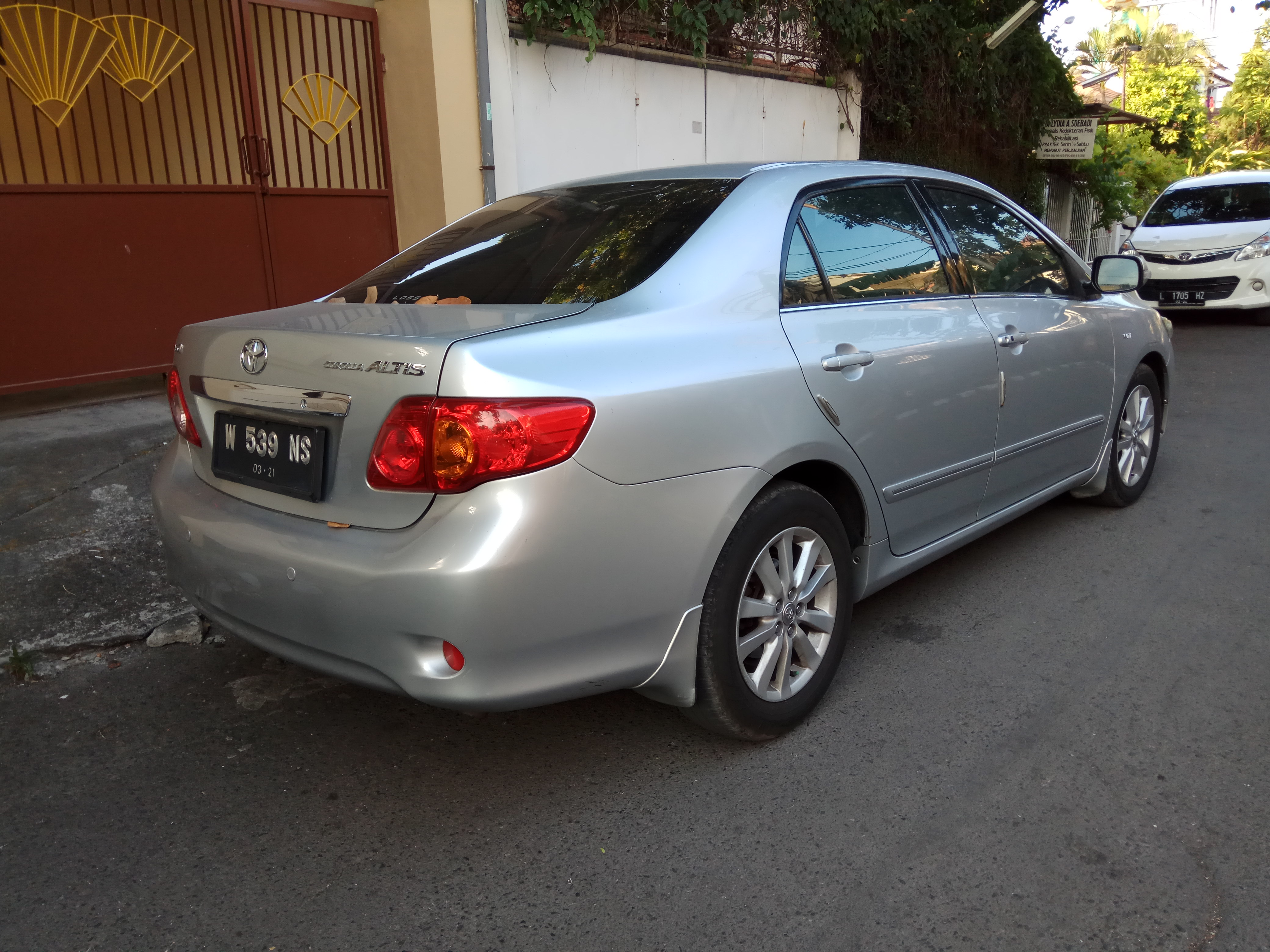
1.8 Gグレード（リア）

中期型

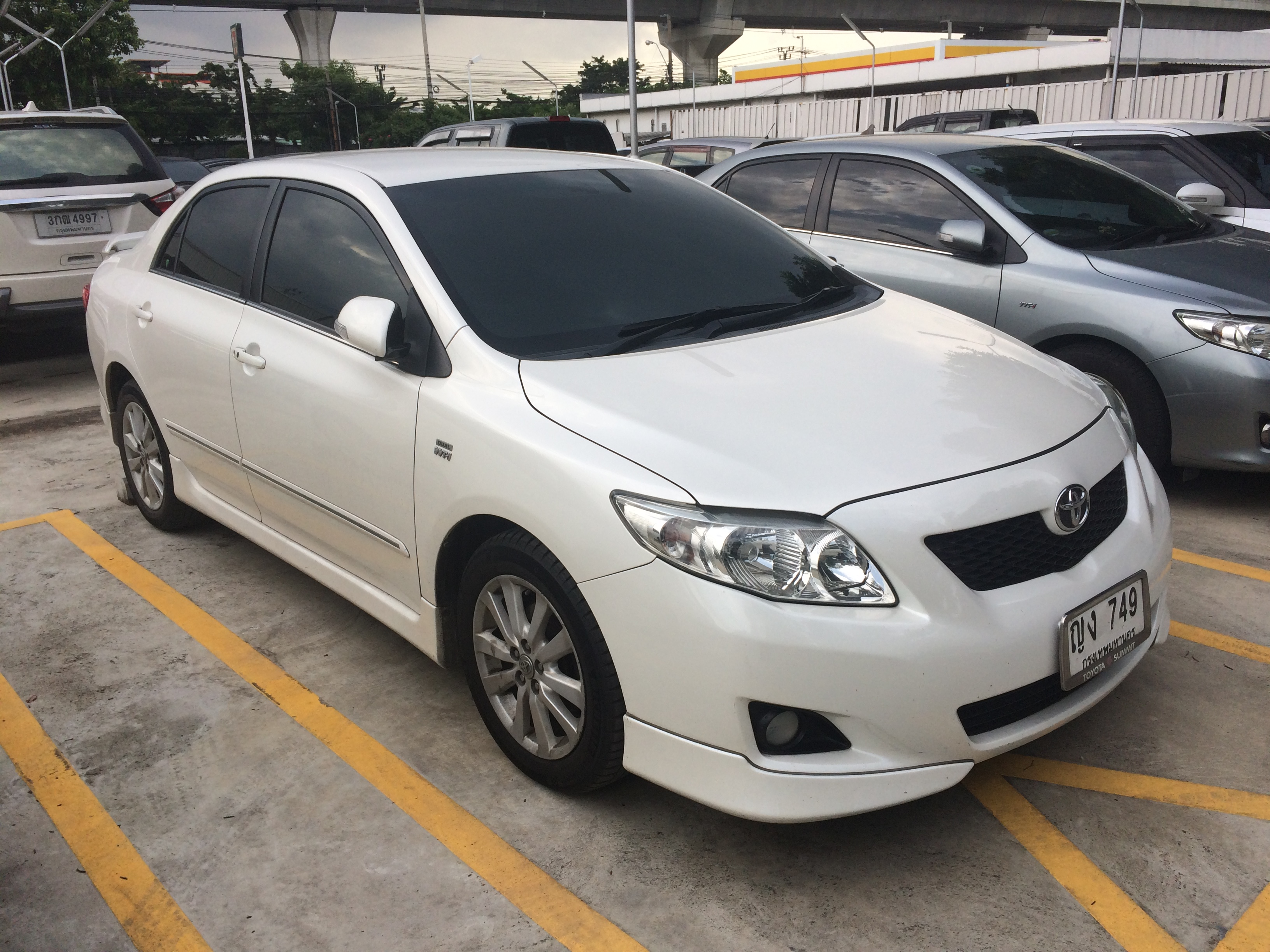
2.0 Vグレード（フロント）
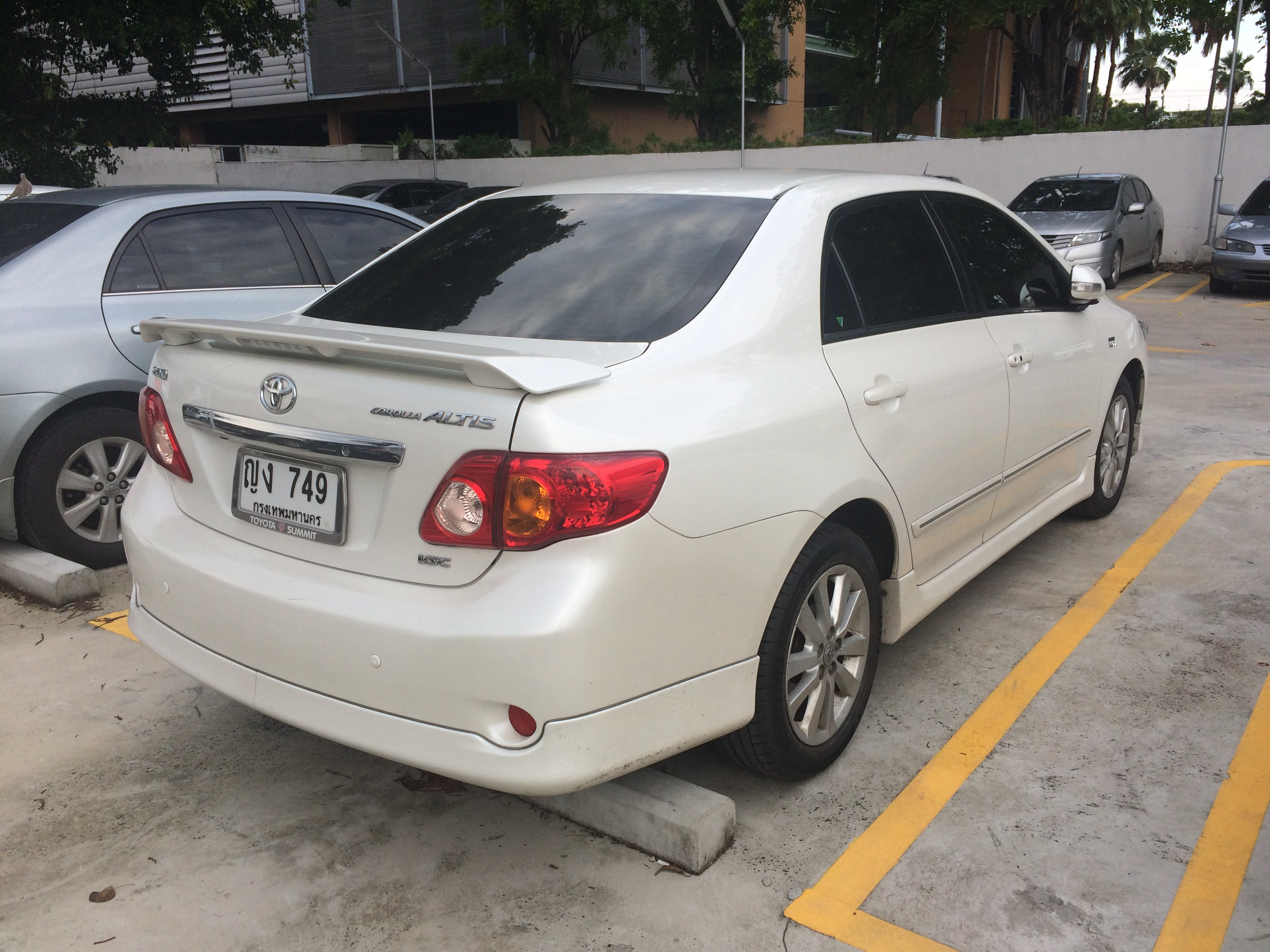
2.0 Vグレード（リア）
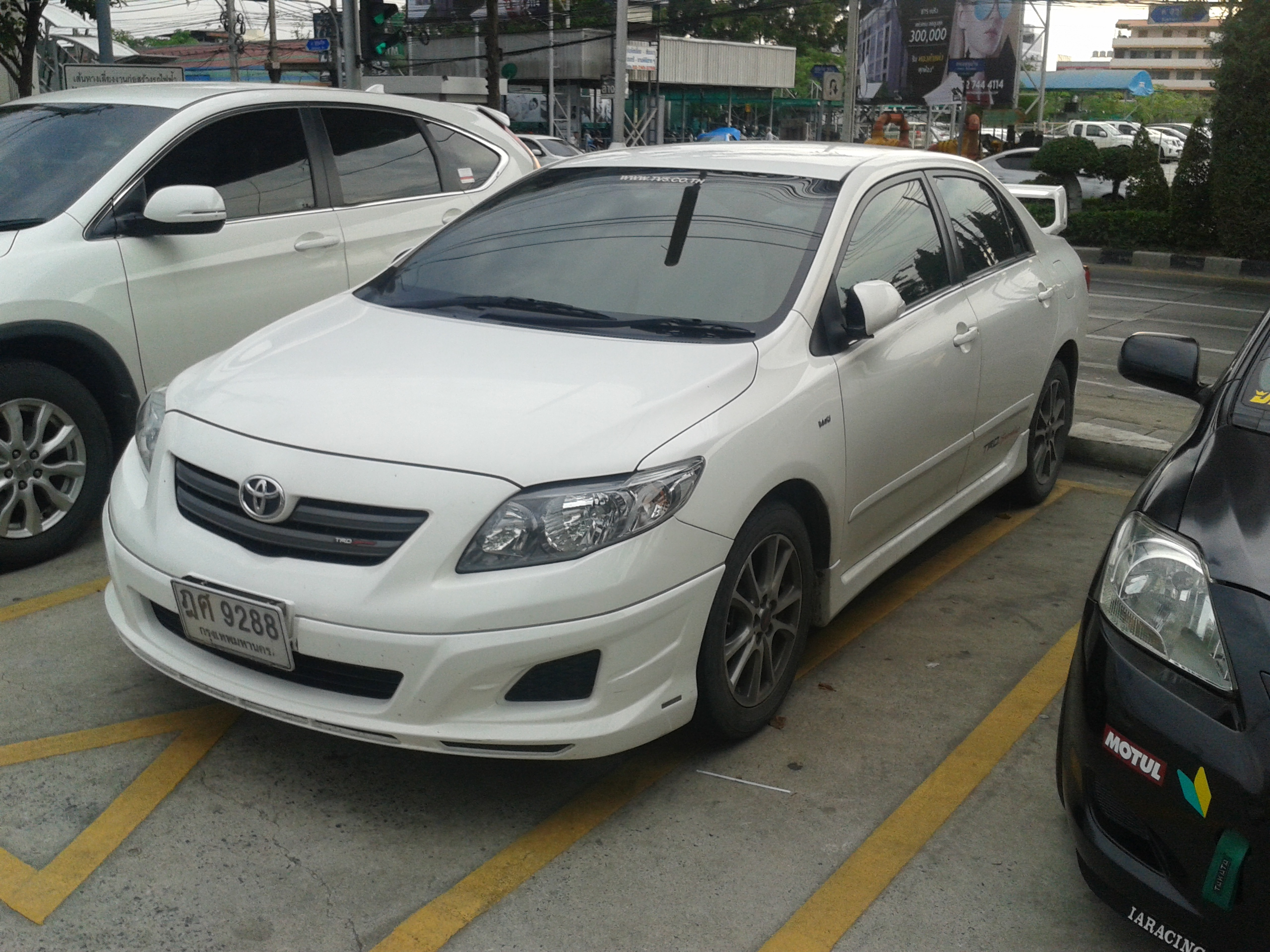
1.6 TRD スポルティーボ（フロント）
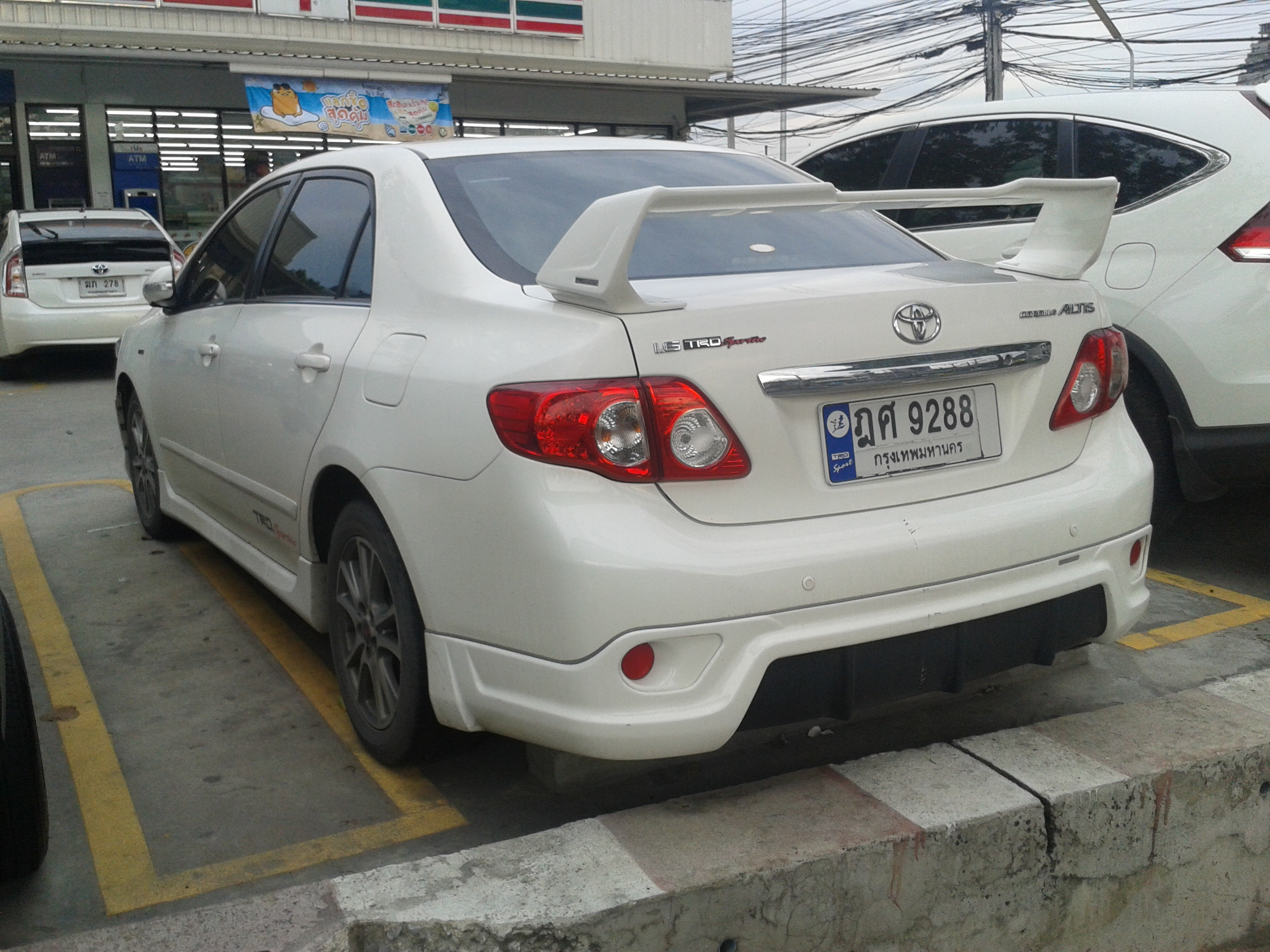
1.6 TRD スポルティーボ（リア）

後期型

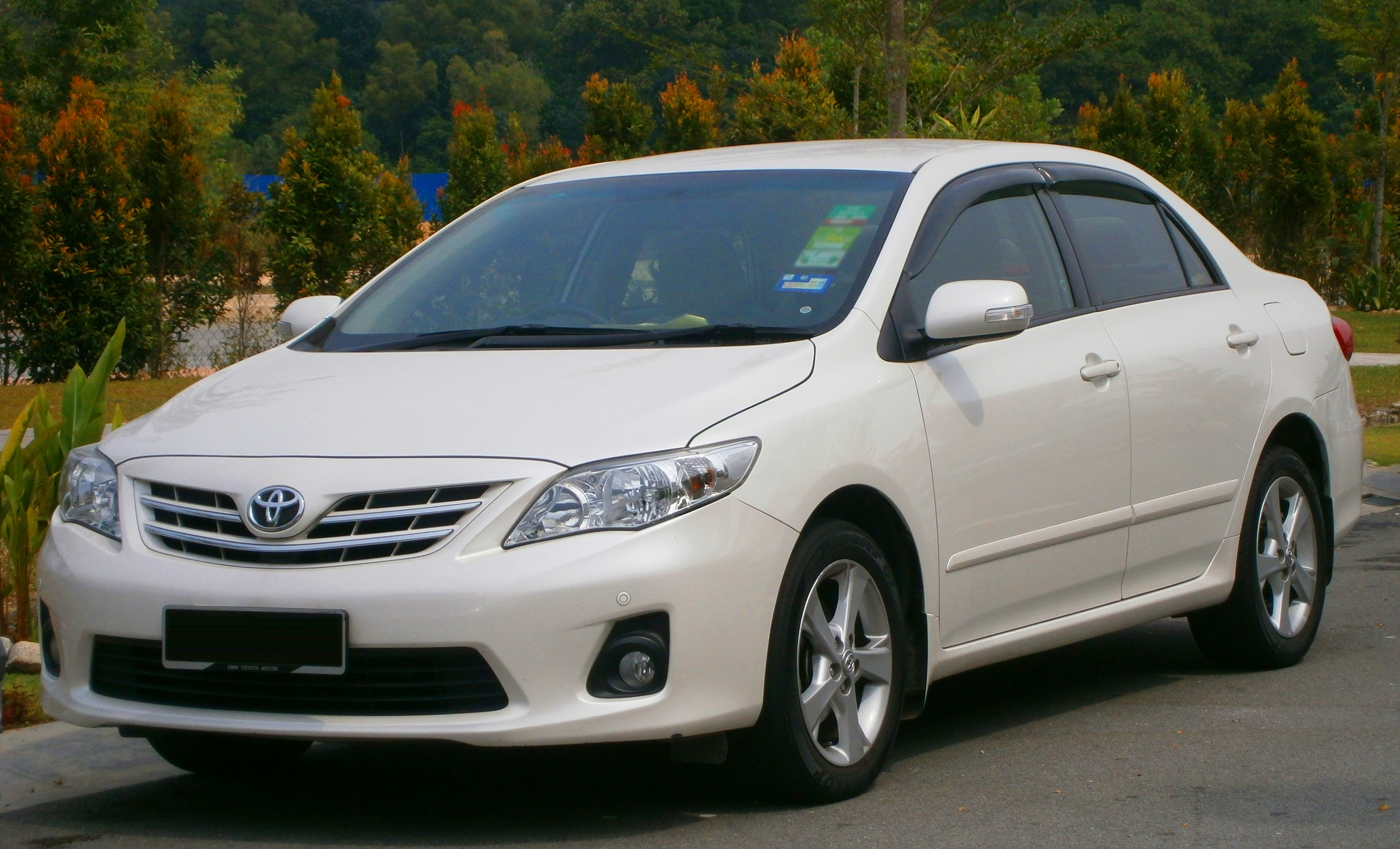
1.8 Eグレード（フロント）
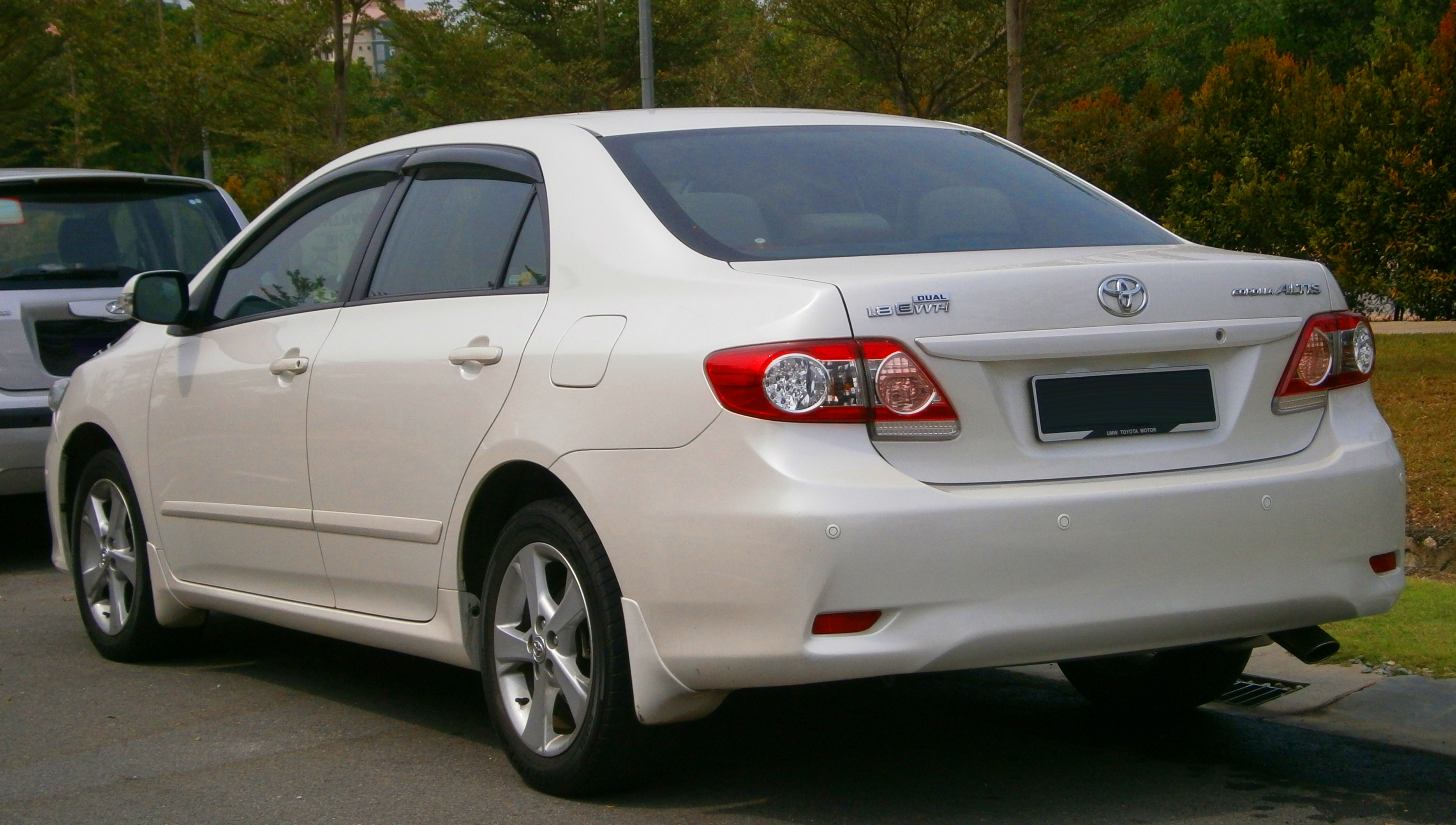
1.8 Eグレード（リア）

## 3代目 E17#型（2013年 - 2019年）

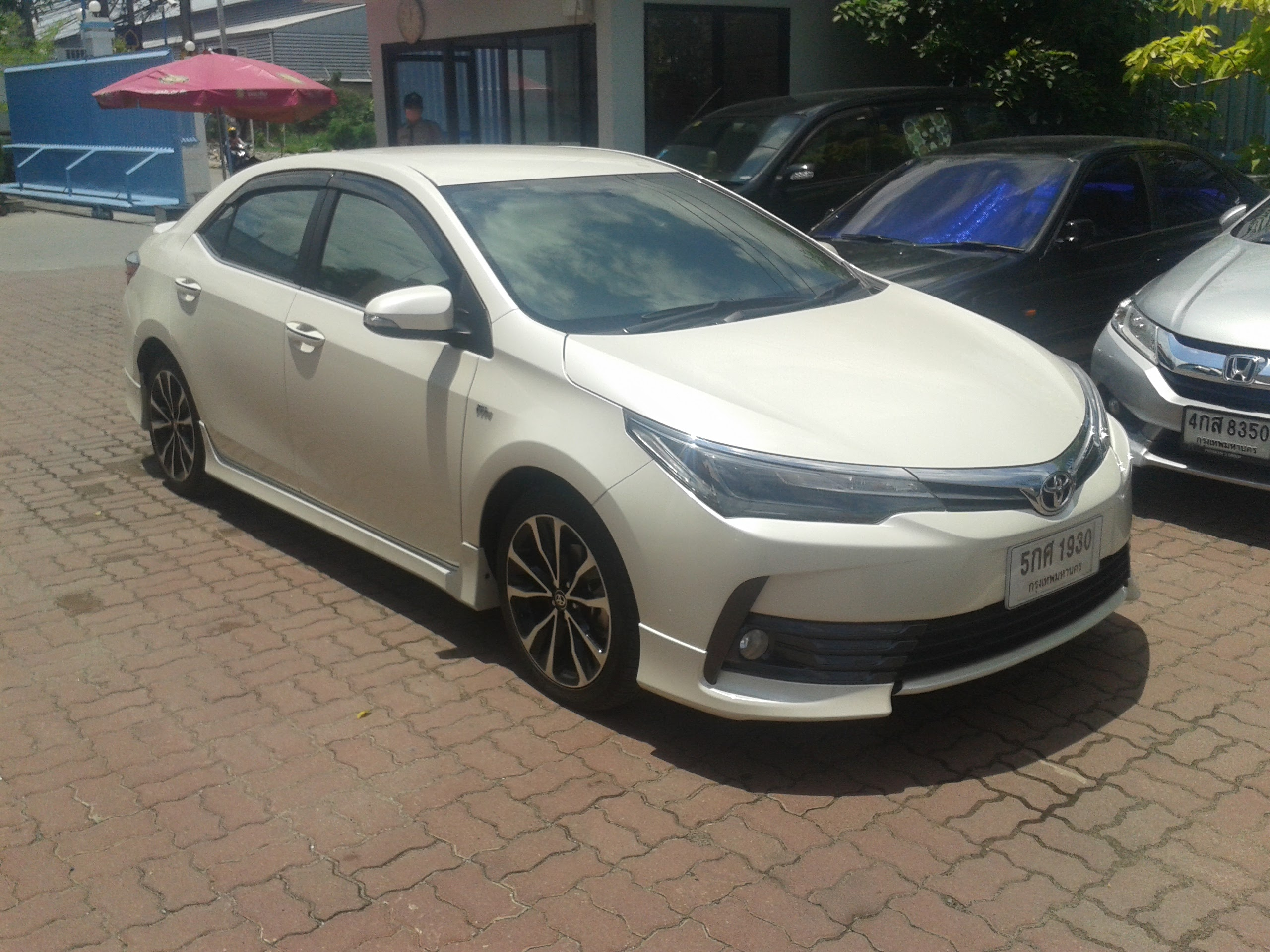
ESport（フロント）
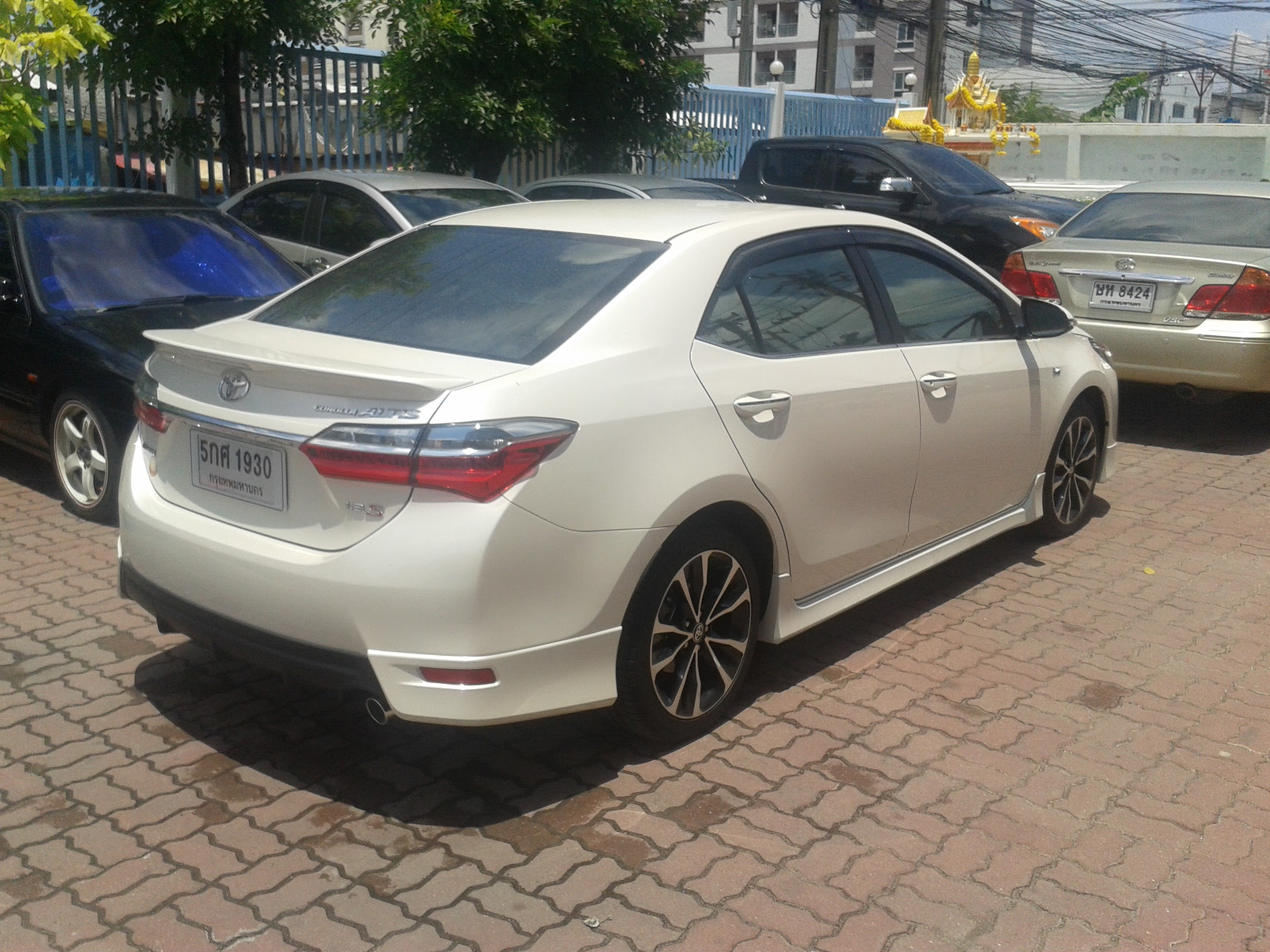
ESport（リア）

2014年2月5日、デリーモーターショーで初公開。
2014年5月27日、インド市場で発売された。
前期型

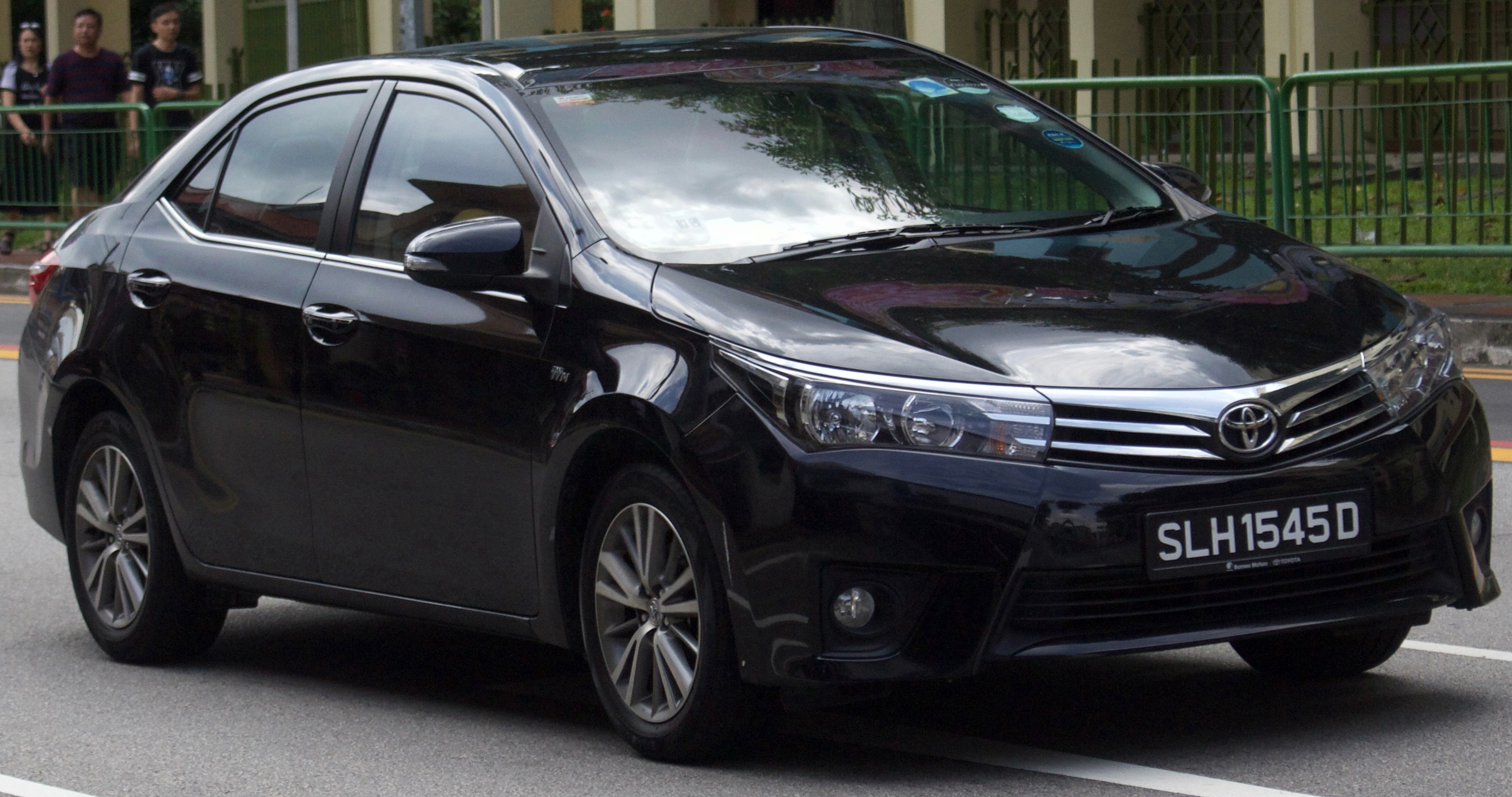
シンガポール仕様 1.6（フロント）
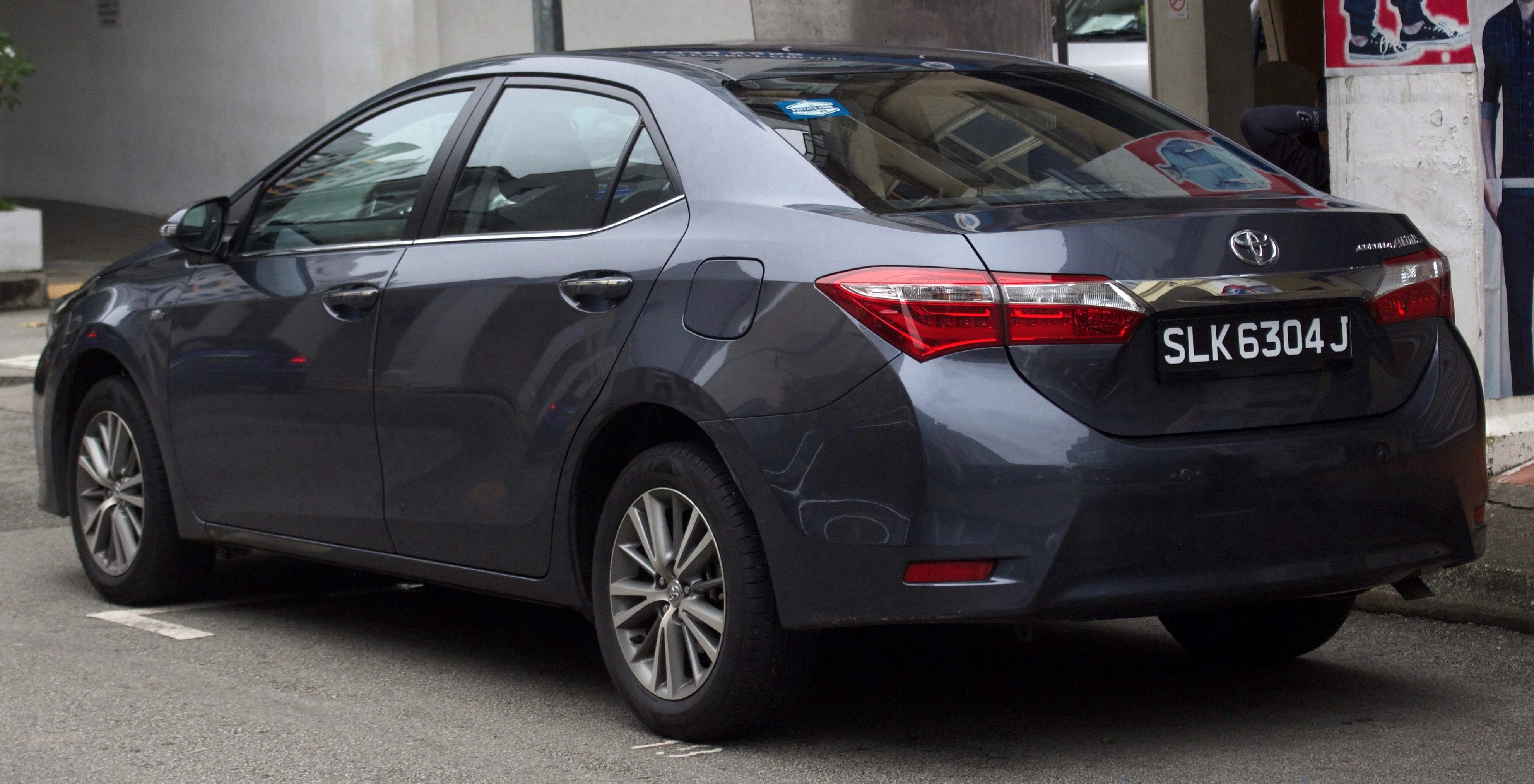
シンガポール仕様 1.6（フロント）
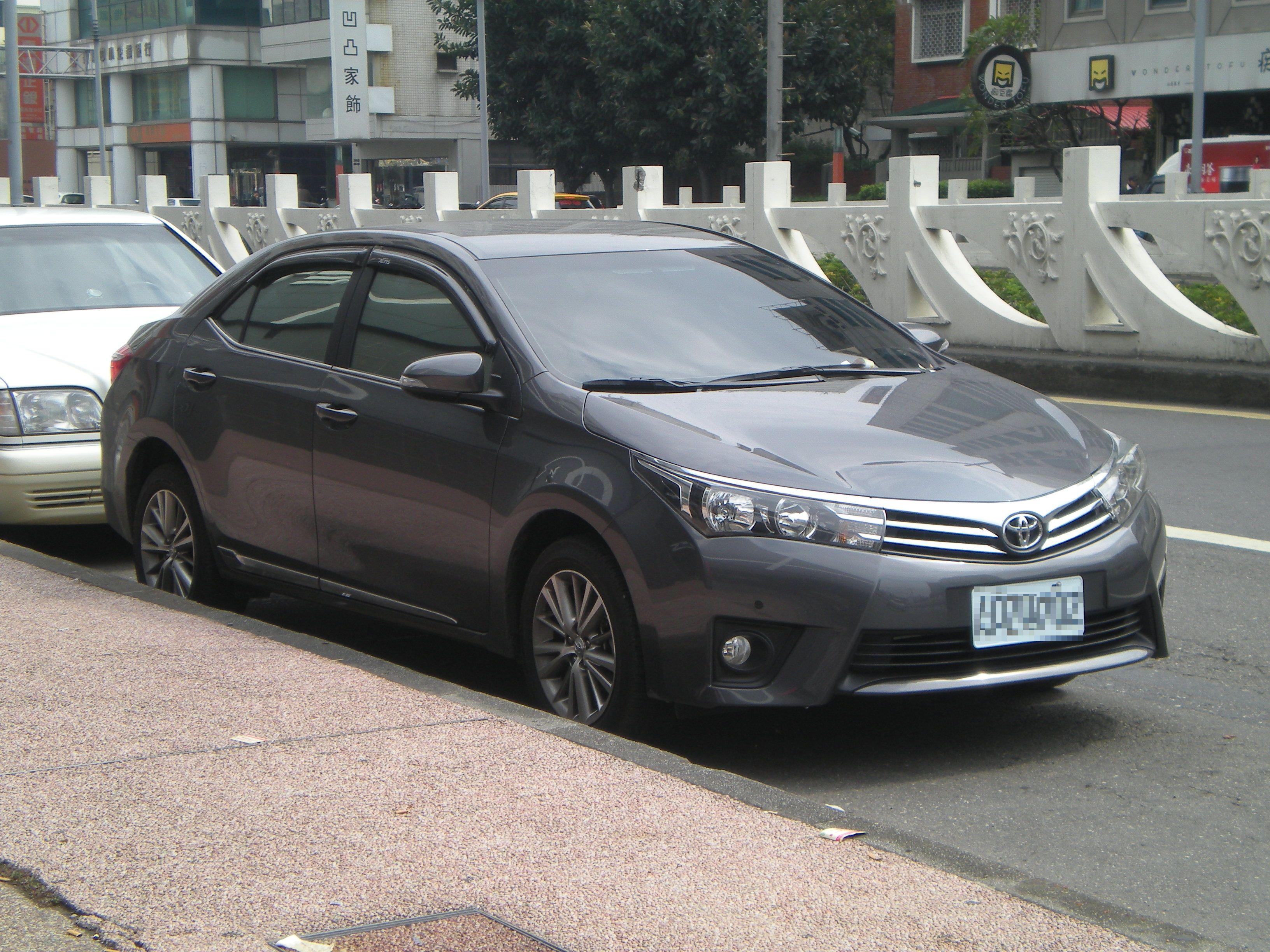
台湾仕様（フロント）
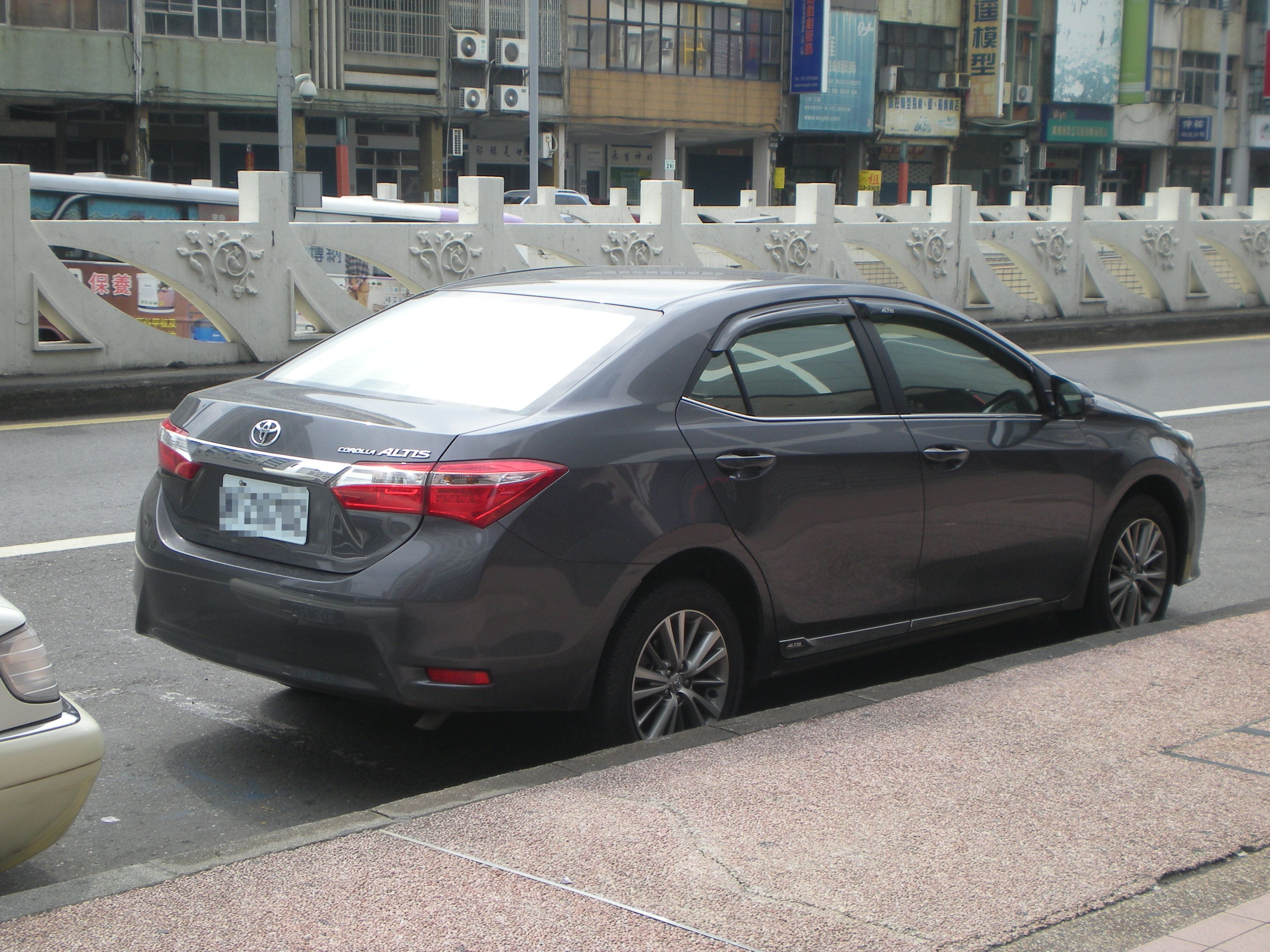
台湾仕様（リア）
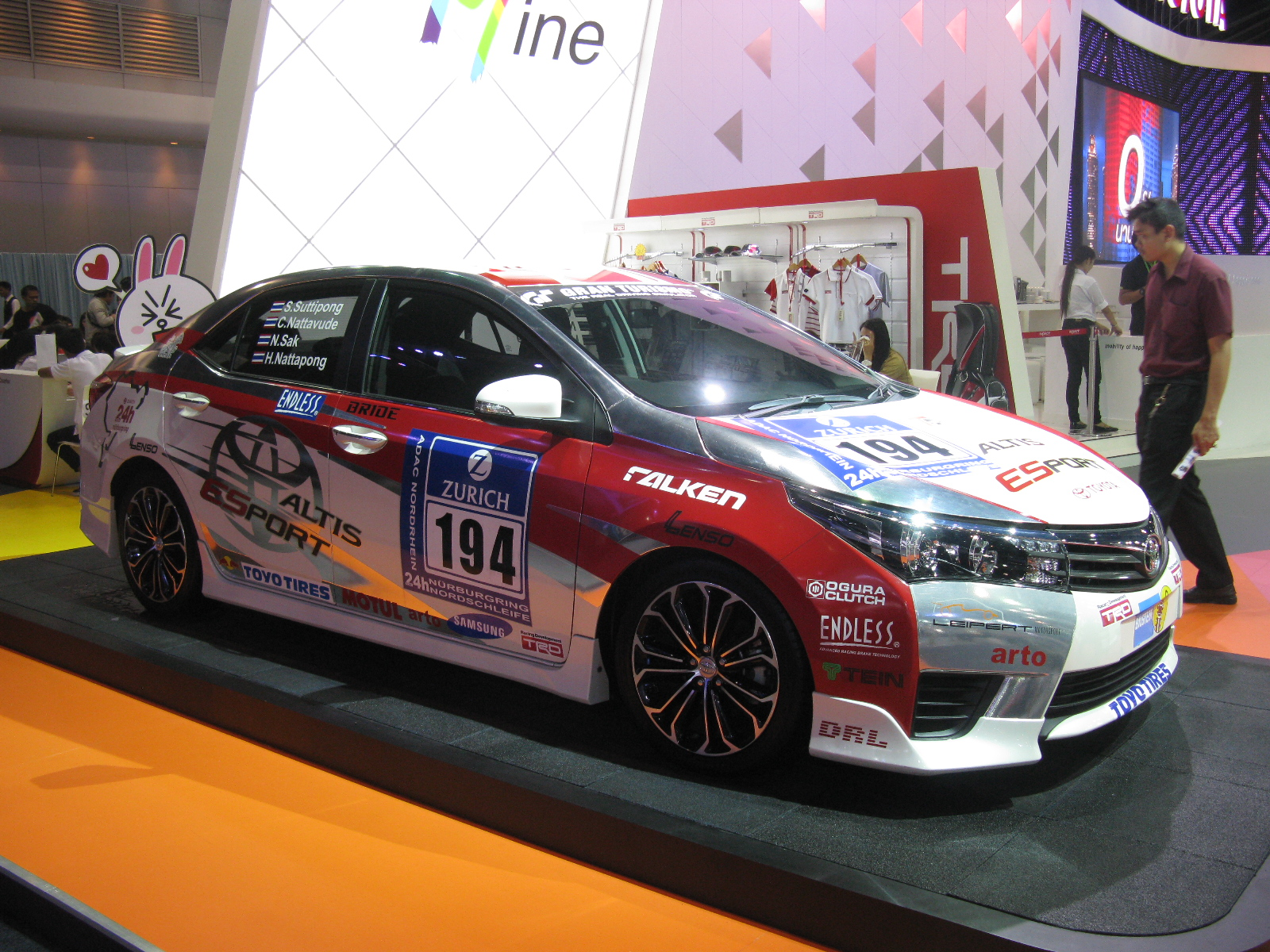
ツーリングカー仕様

後期型
- ESport（フロント）
- ESport（リア）

## 4代目 E21#型（2019年 - ）
2019年12月、バンコク国際モーターエキスポにて「GR SPORT」を初公開。全長は4,630 mm、全幅は1,780 mm、全高は1,435 mm、ホイールベースは2,700mmとなっている。
2021年10月4日、スポーティ仕様「ニュルブルクリンク」をタイで発表。グレードは、「ハイブリッドプレミアムセーフティ」「ハイブリッドプレミアム」「ハイブリッドスマート」「1.8スポーツ」が設定される。
2022年3月9日、ベトナム市場で発売された。
前期型

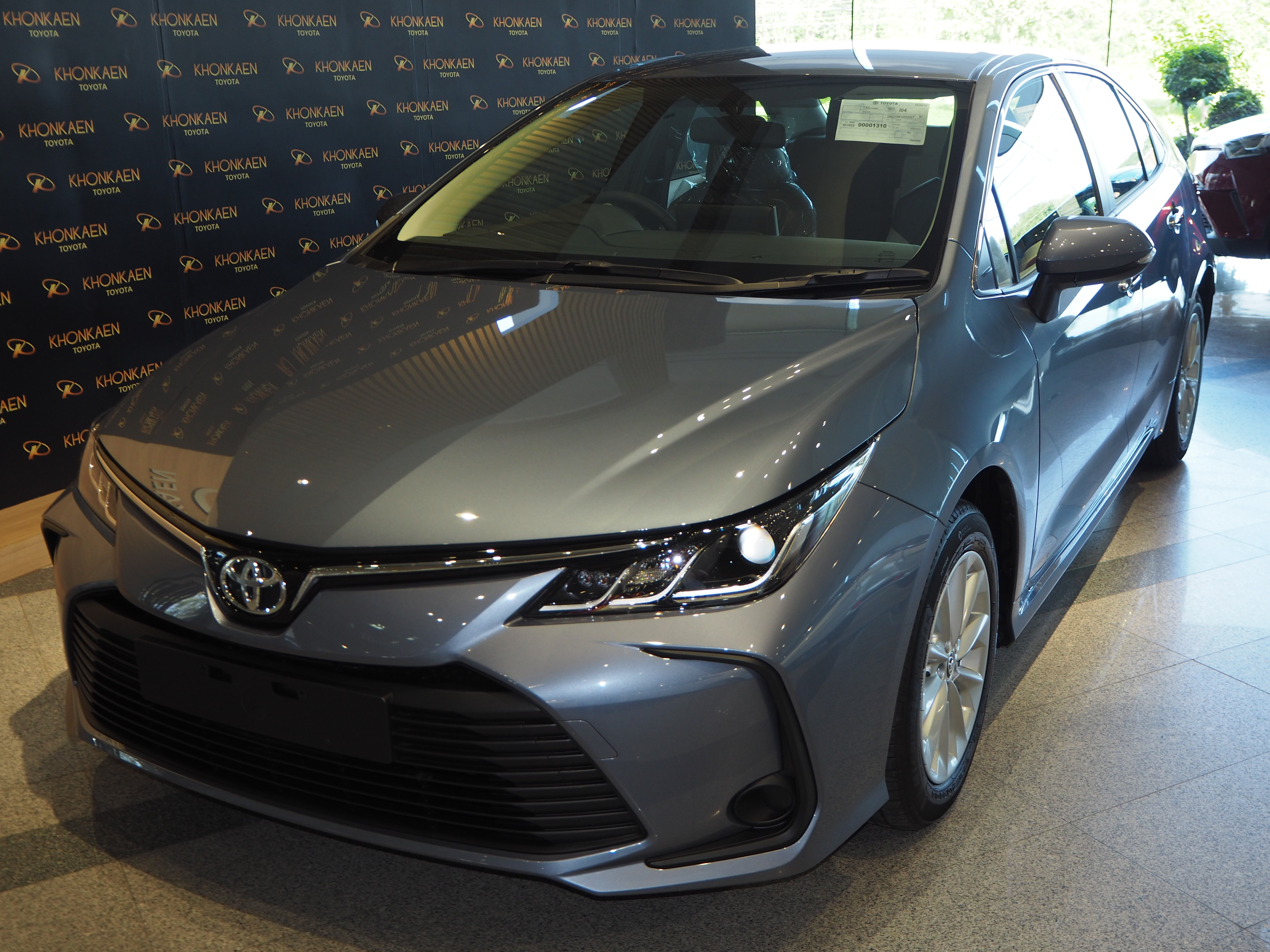
1.6 Gグレード（フロント）
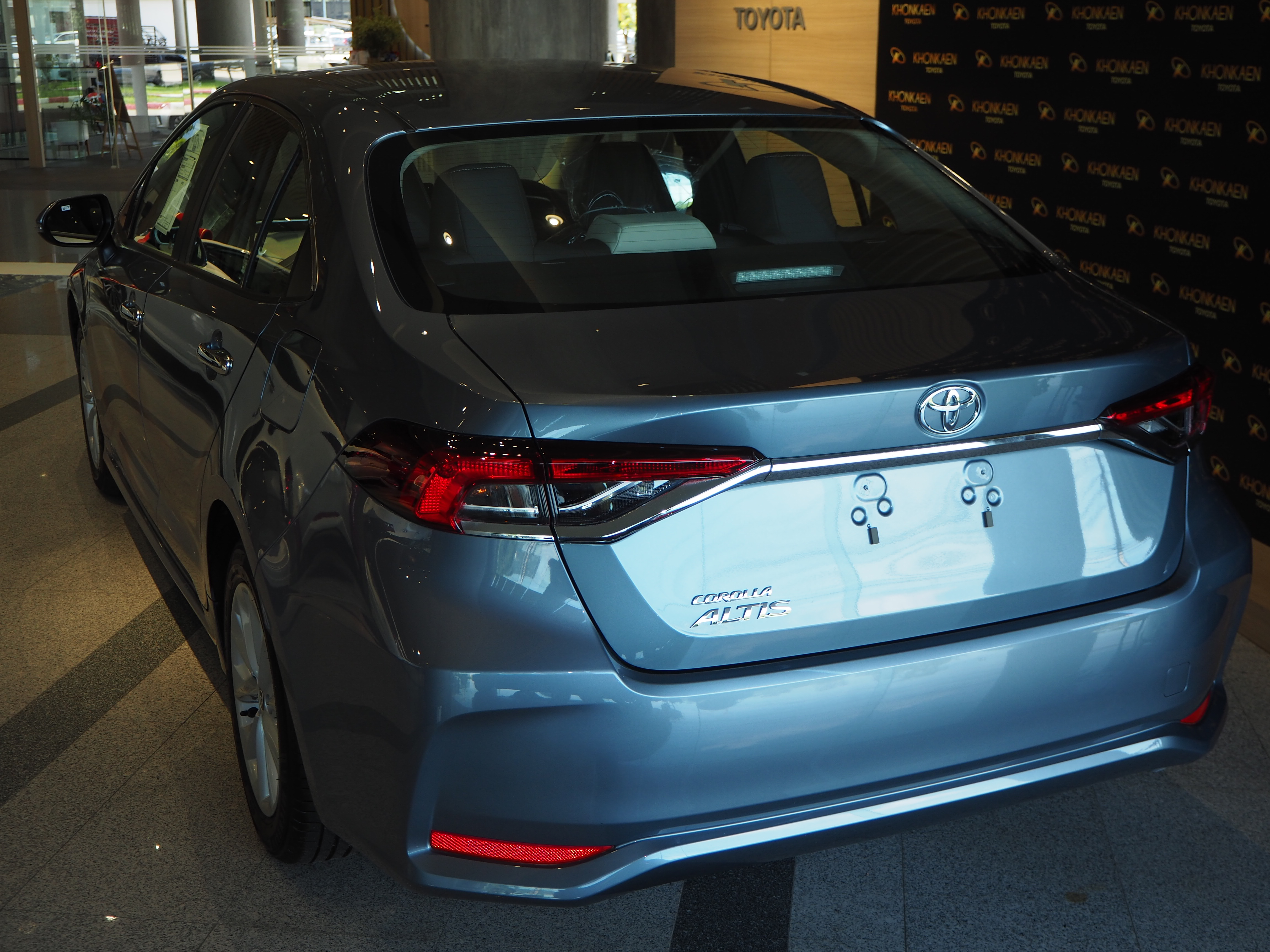
1.6 Gグレード（リア）
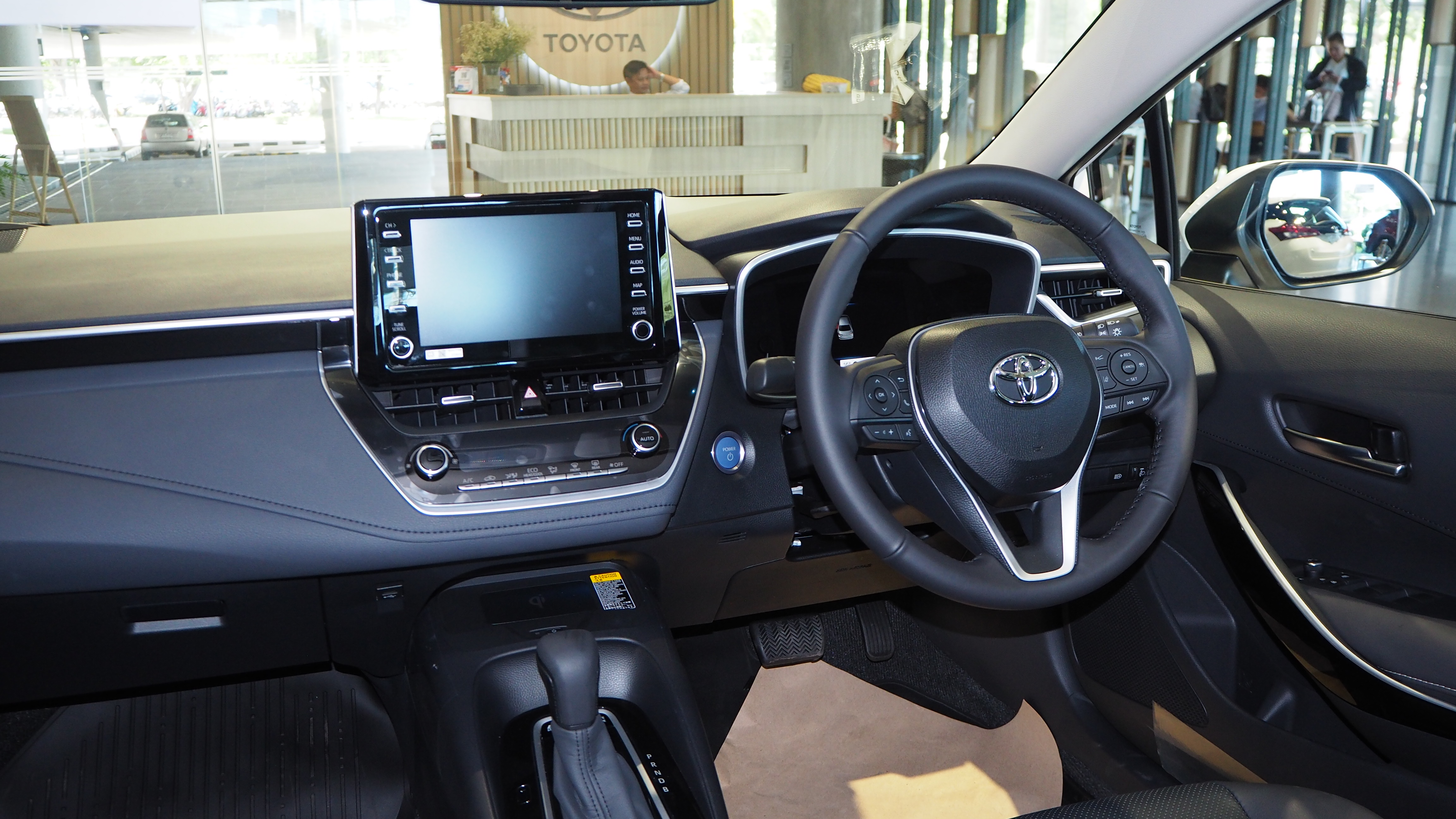
1.6 Gグレード（インテリア）
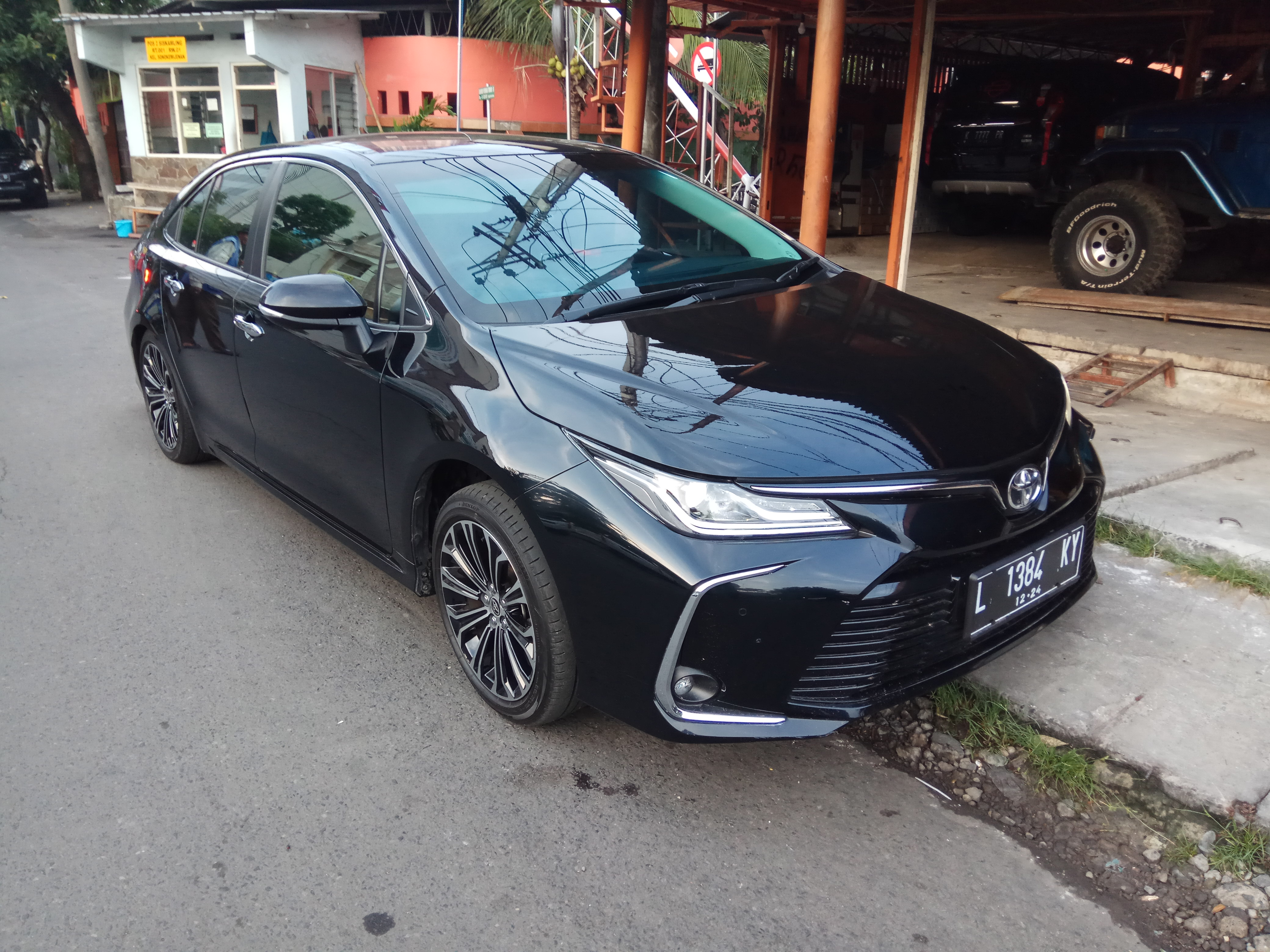
1.8 Vグレード（フロント）
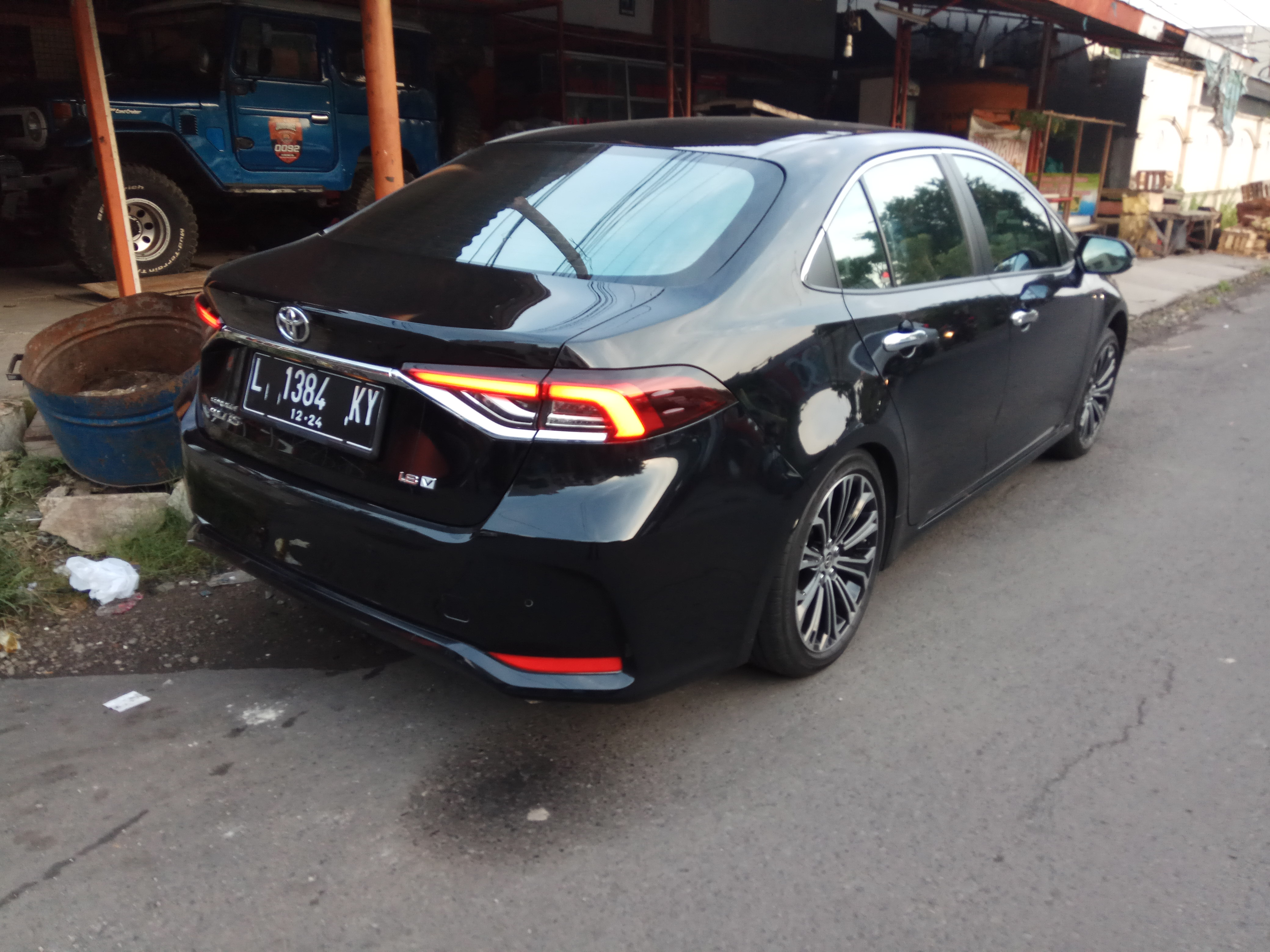
1.8 Vグレード（リア）
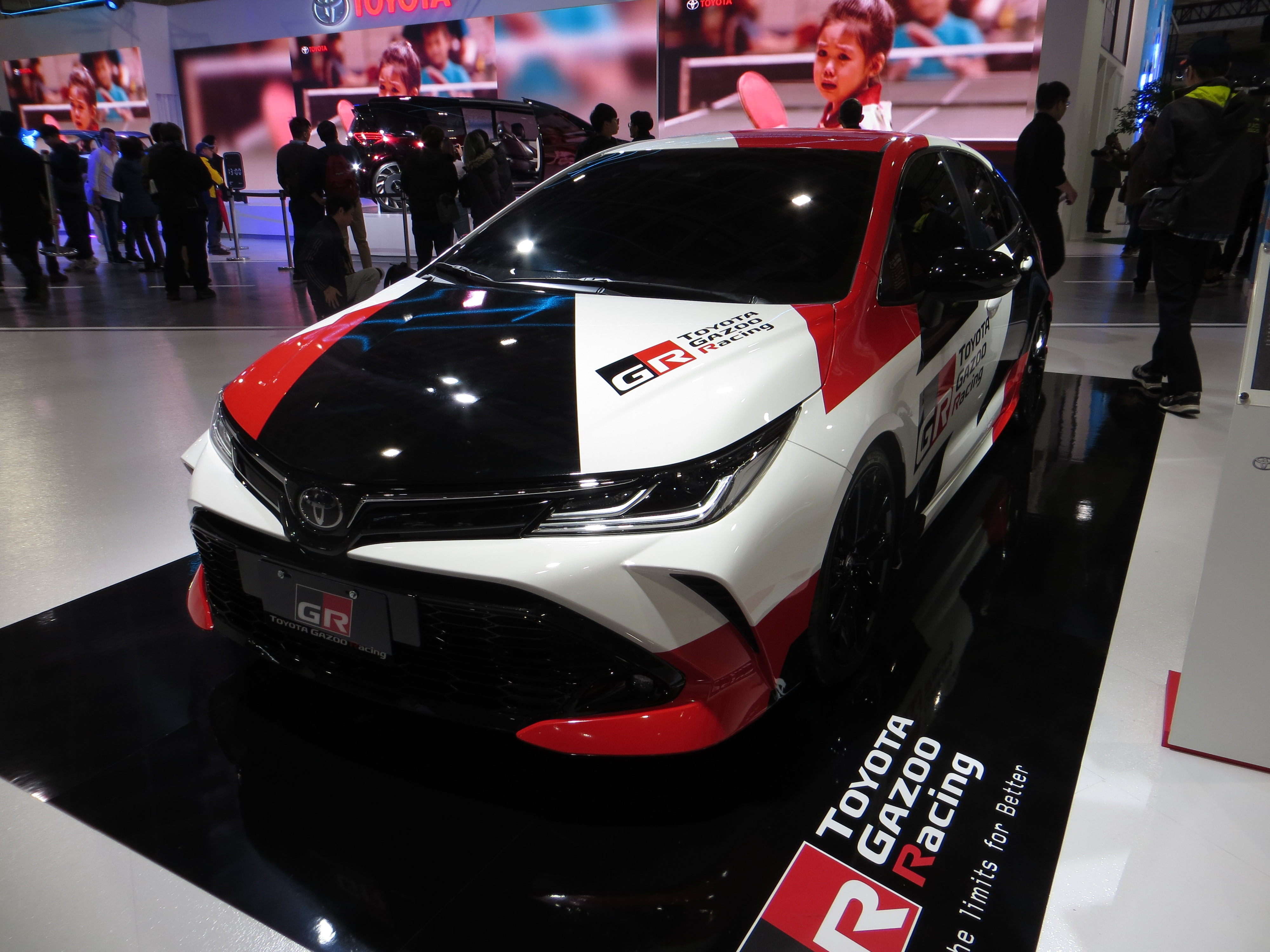
GRコンセプト（フロント）（台北モーターショー）
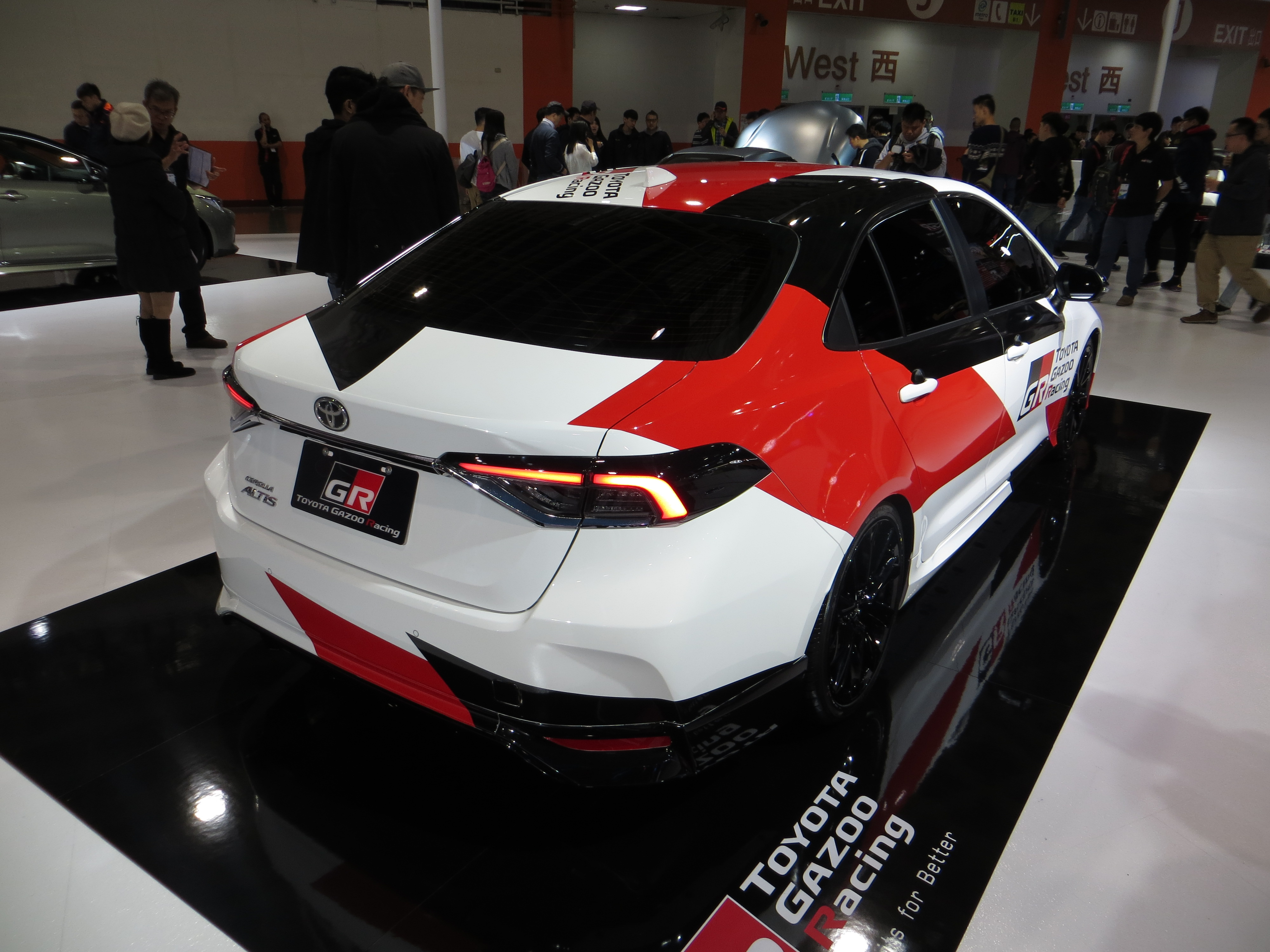
GRコンセプト（リア）（台北モーターショー）
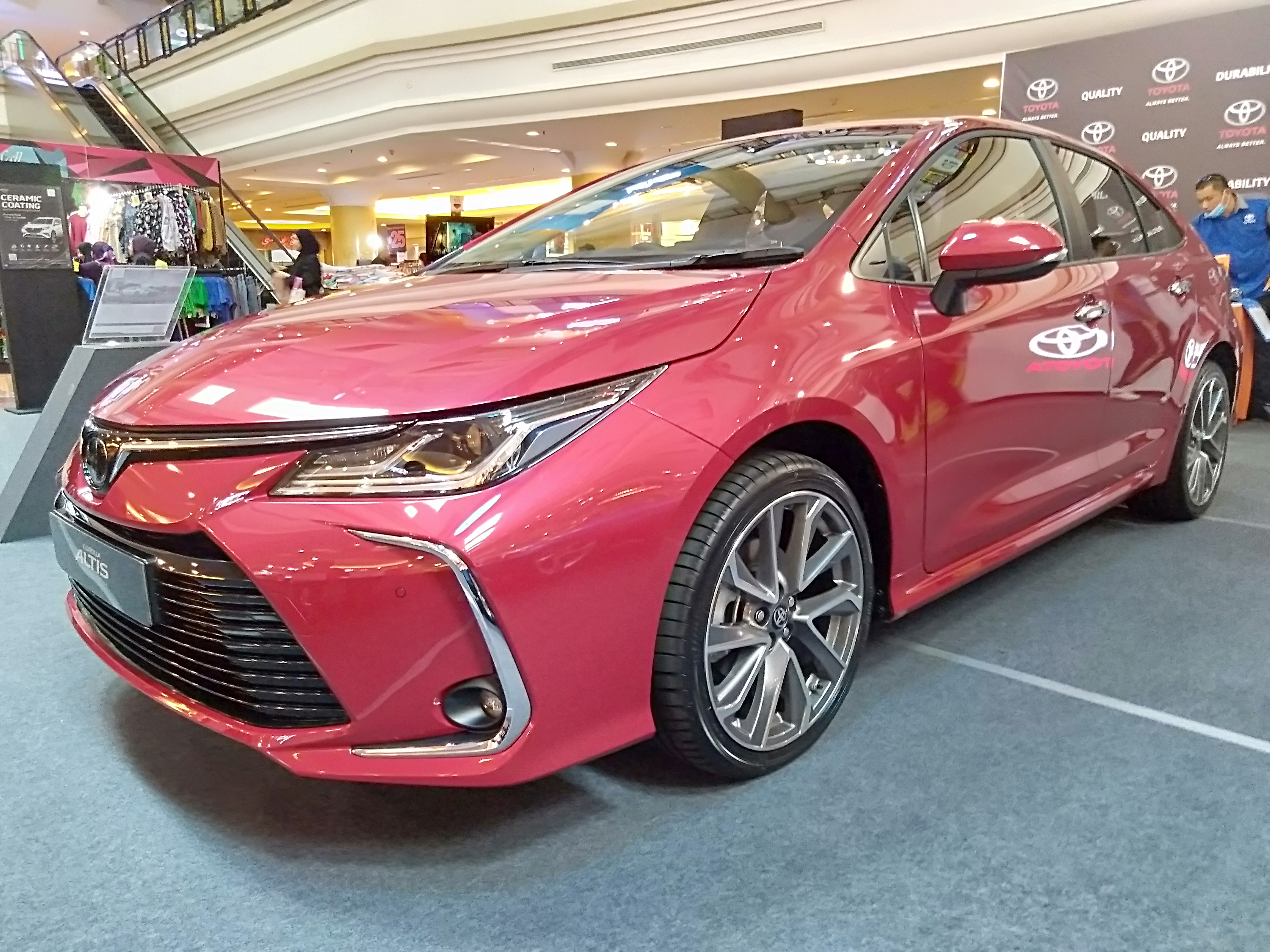
1.8（フロント）
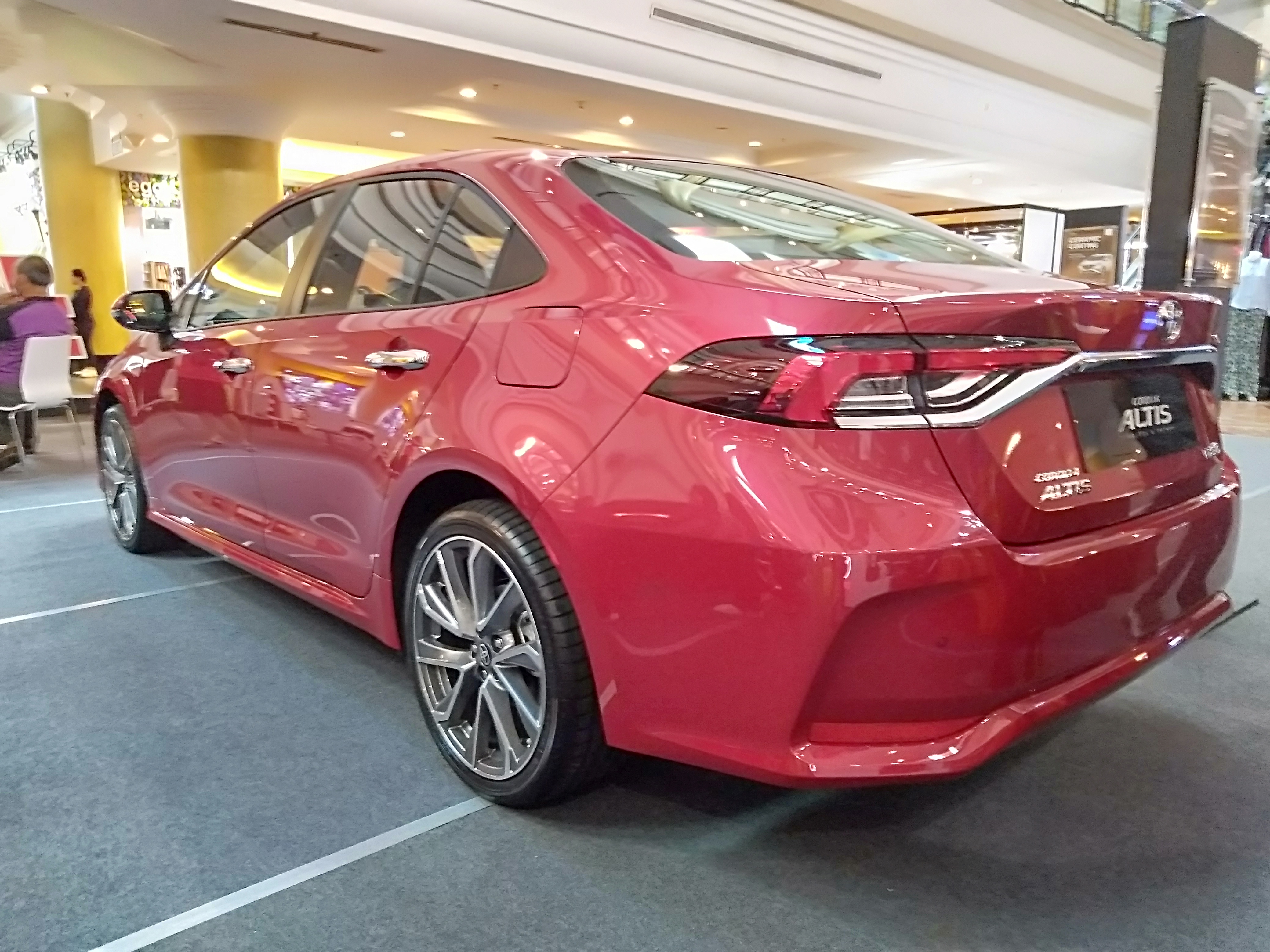
1.8（リア）
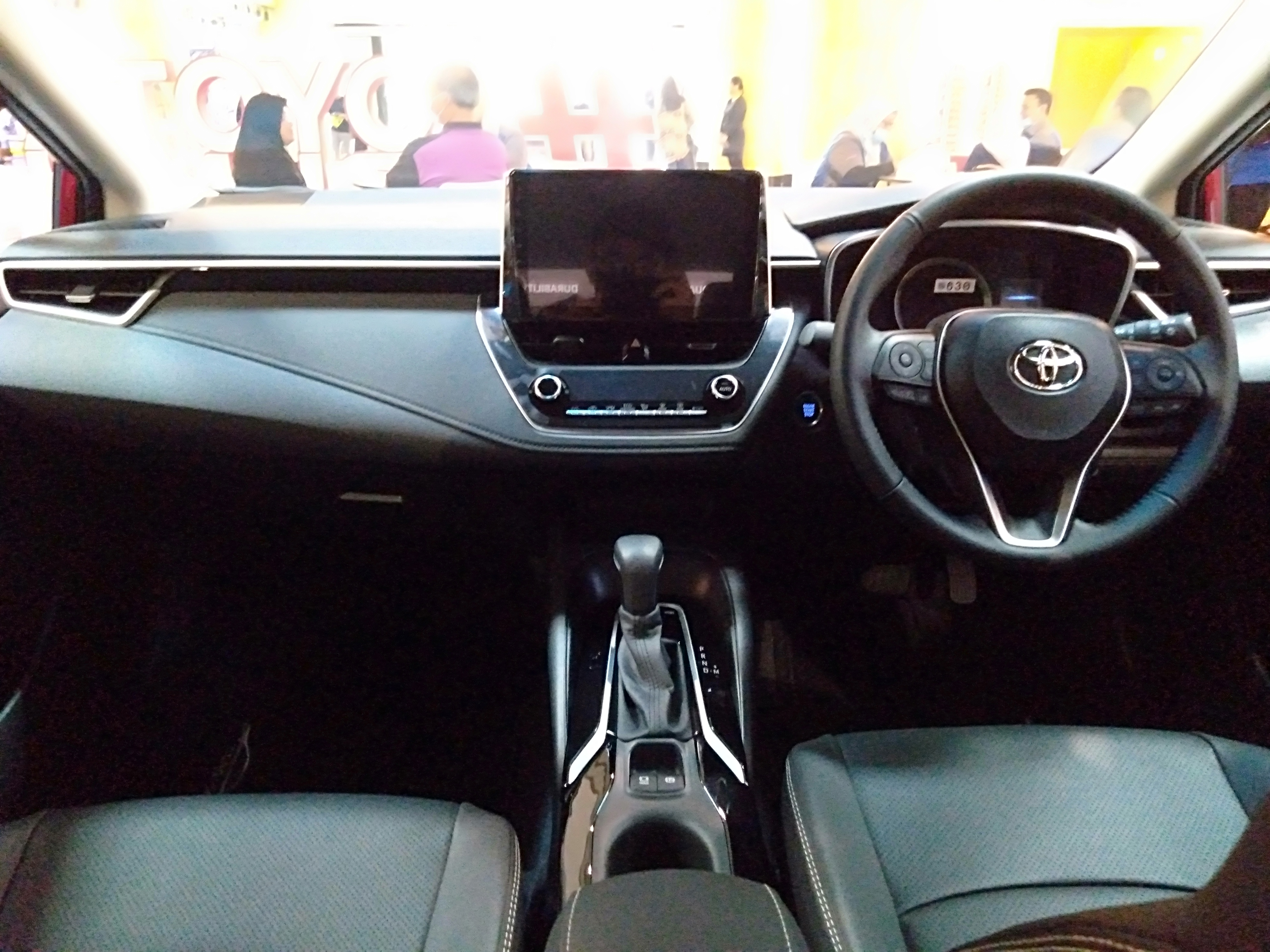
1.8（インテリア）
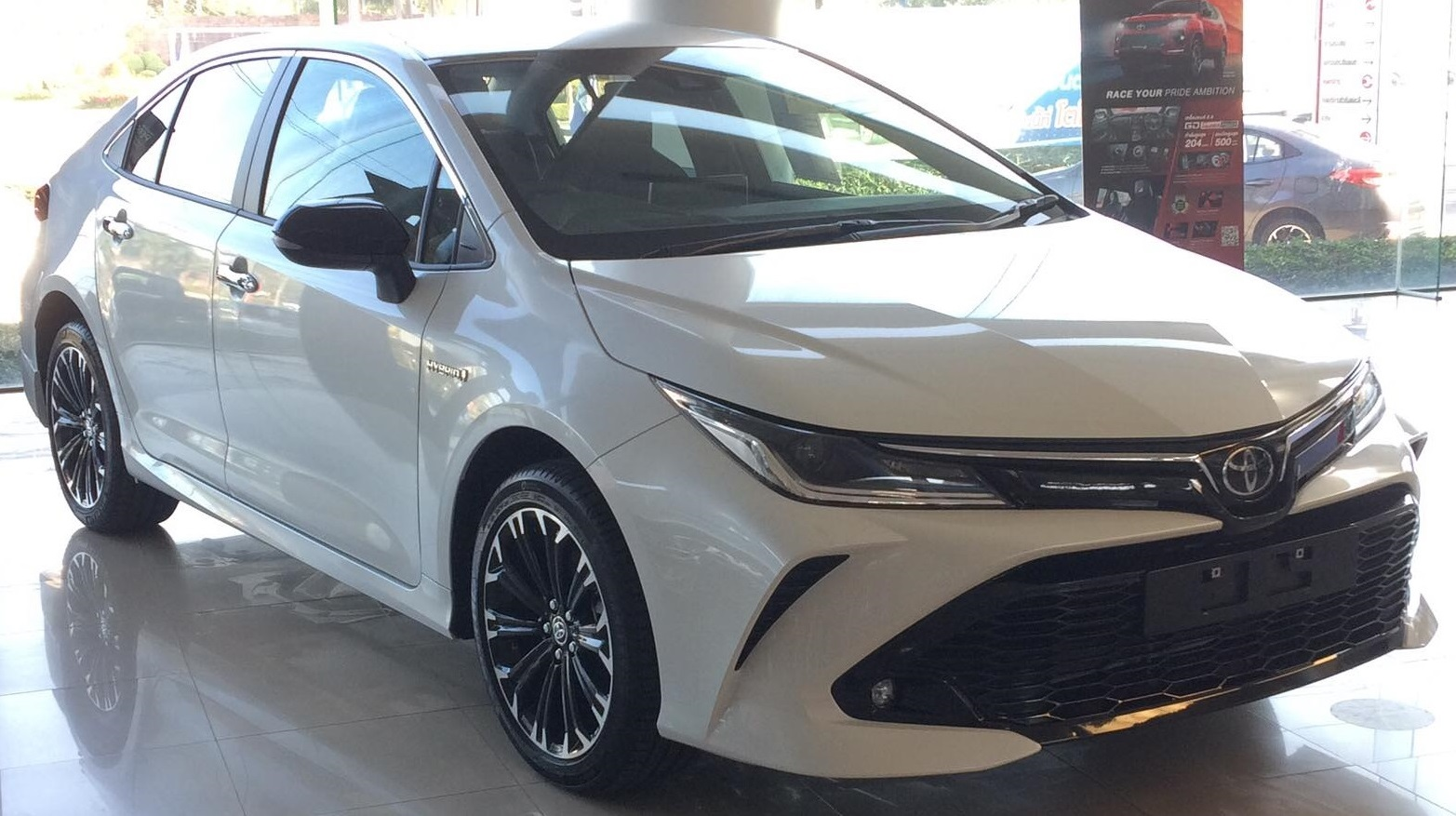
GR Sport ハイブリッド（フロント）
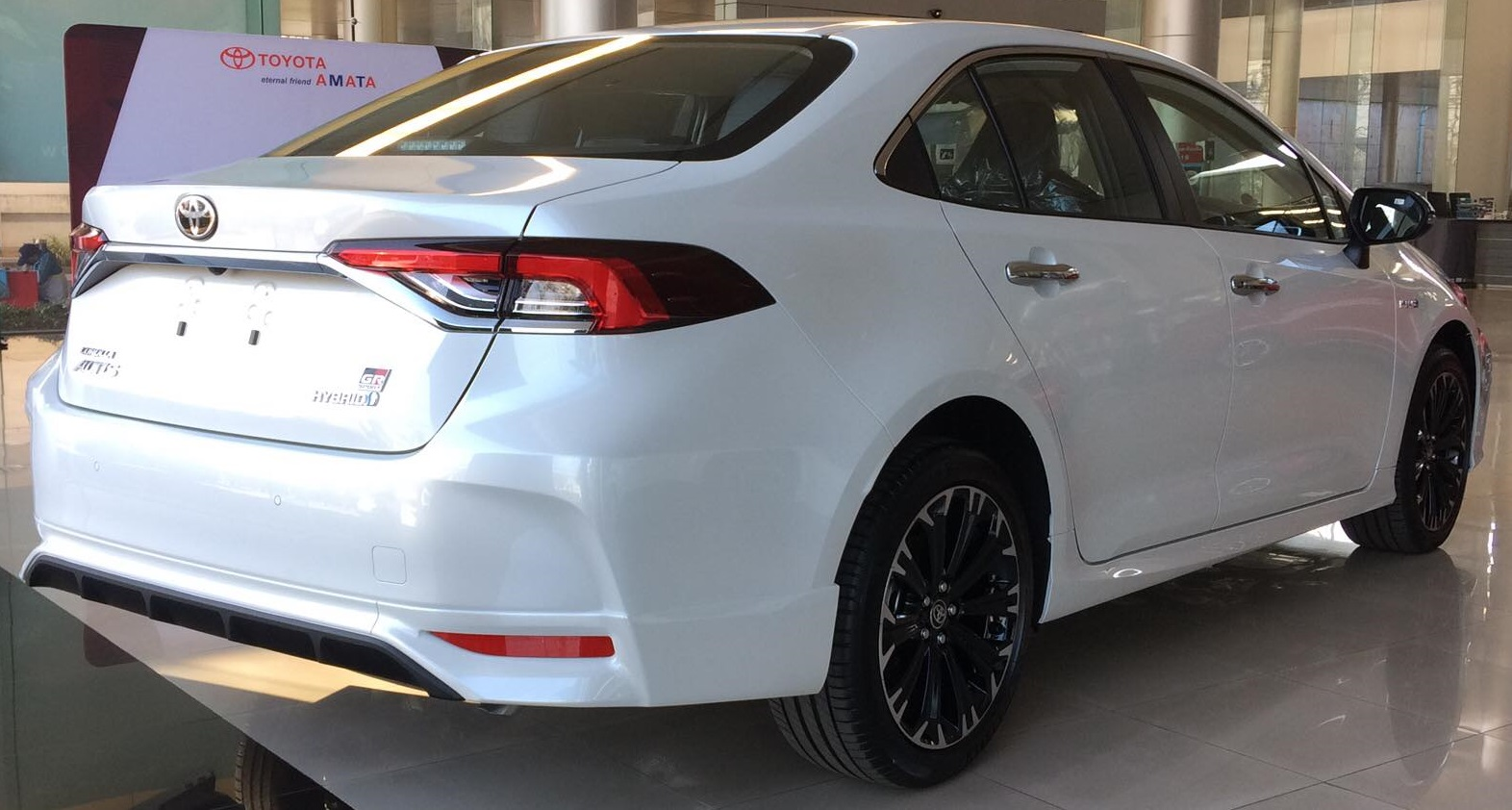
GR Sport ハイブリッド（リア）

後期型

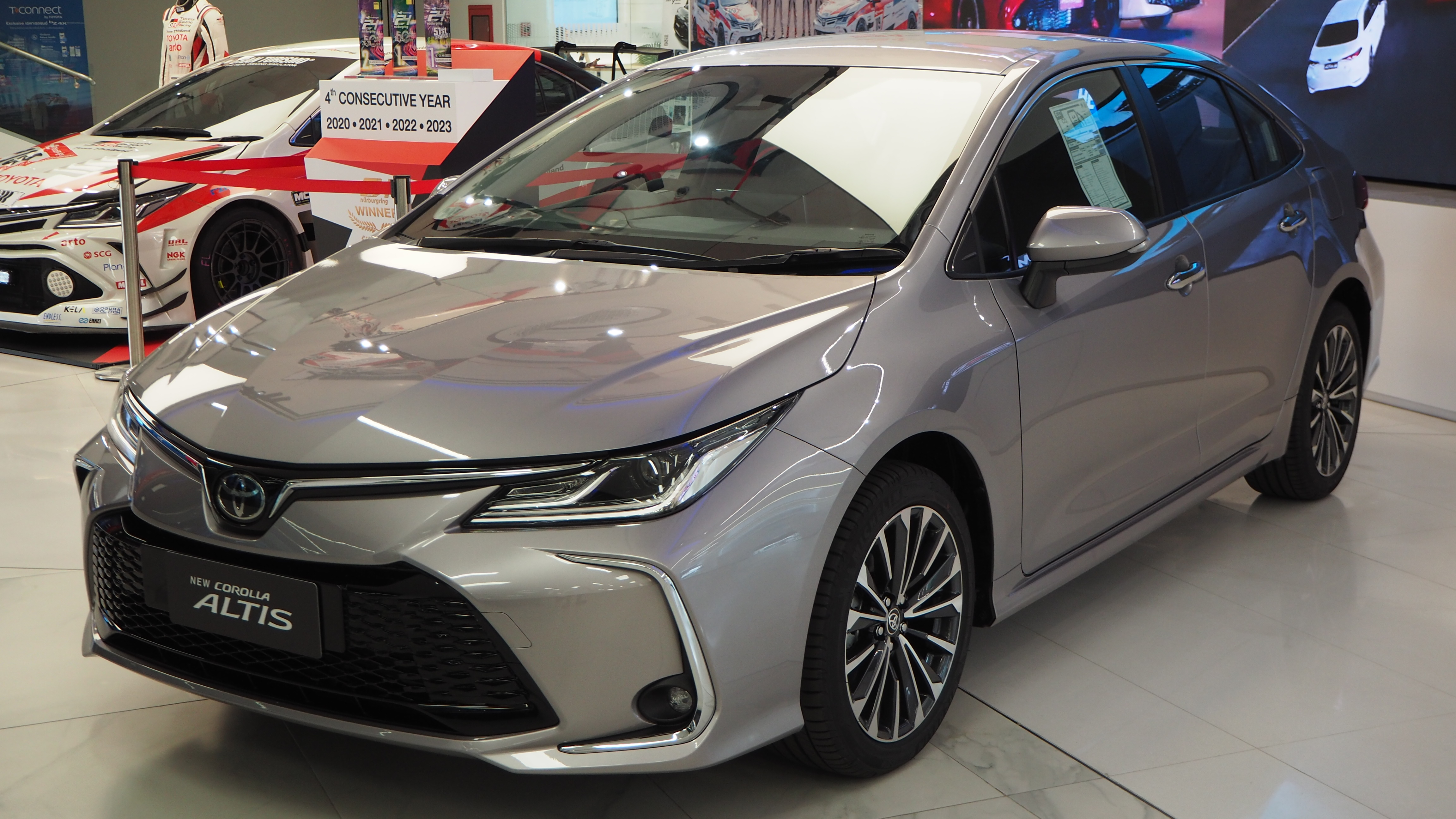
1.8 スポーツ

## 車名の由来
- 「COROLLA」はラテン語で「花の冠」の意味を持つ。
- 「ALTIS」は、英語の「Altitude(高い地位)」からの造語である。
- 「アルティス」は、9代目以降のカローラセダンの東南アジア仕様車のサブネーム（「カローラアルティス」）である。車名の書体ならびにエンブレムは4代目まで全く同じものを採用していた。